# Дорожные знаки России

В списке приведены дорожные знаки, используемые в России.
Знаки установлены правилами дорожного движения, утверждены Постановлением Правительства РФ от 23.10.1993 N 1090 «О Правилах дорожного движения», приложение 1 «Дорожные знаки». Правила применения и производства знаков определены в ГОСТ Р 52289-2019 и ГОСТ Р 52290-2004. Соответствуют Венской конвенции о дорожных знаках и сигналах.

## Предыстория
Первые в мире дорожные знаки были утверждены на международной конференции автомобилистов в 1909 году; в числе участников были и представители Российской империи. Дорожных знаков того времени было четыре и все круглой формы: «перекрёсток», «шлагбаум», «двойной поворот», «препятствие в виде насыпи и канавы». Новые дорожные знаки и сигналы были официально приняты уже в СССР 1 декабря 1927 года. В 1933 году их количество увеличилось до двадцати трёх, и они получили привычные сегодня формы и цвет, а также впервые были разделены на три категории: «предупреждающие», «воспрещающие» и «указательные». Следующие изменения и дополнения, касающиеся дорожных знаков, были приняты 1 января 1961 года, после присоединения СССР в 1959 году к Международной конвенции по дорогам и моторному транспорту 1949 года. Число дорожных знаков увеличилось до тридцати шести. Все знаки получили жёлтый фон. В 1968 году в Вене была принята Конвенция о дорожном движении и дорожных знаках и сигналах. Среди стран, принявших Венскую конвенцию, был и СССР. Новые правила дорожного движения, а также дорожные знаки, принятые этой конвенцией, вступили в силу в СССР в 1973 году. В дальнейшем изменения и дополнения в правила дорожного движения, дорожные знаки и сигналы вносились в 1975, 1976, 1979, 1980, 1984 и 1987 годах.
В советский период были распространены выпуклые дорожные знаки, светящиеся в тёмное время суток, оборудованные рассеивателями из матового оргстекла (на которое было нанесено изображение знака), вставленными в металлическую оправу, и подсветкой на основе ламп накаливания (лампы помещались за матовыми рассеивателями). Иногда подсветка осуществлялась ртутно-гелиевыми лампами (например, в Ленинграде во второй половине 1980-х). Применялись также плоские дорожные знаки, выполненные на металлической подложке обычными красками, распространённые и в настоящее время. Во многих городах знаки с подсветкой вешали, главным образом, на фонарные столбы. В некоторых городах (например, в Москве и Ленинграде) такие знаки иногда размещались и вне фонарных столбов, однако с ближайших фонарных столбов к ним протягивались провода для питания ламп подсветки. Знаки загорались одновременно с фонарями уличного освещения. С начала 1990-х годов такие знаки перестали выпускаться промышленностью.
В настоящее время наиболее распространены знаки, выполненные на металлической подложке, покрытой световозвращающей плёнкой. Незначительное распространение получили знаки, имеющие подсветку по периметру либо по контуру изображения знака, выполненную с применением миниатюрных ламп накаливания либо светодиодов.
В феврале 2019 года был утверждён ГОСТ Р 58398-2019 для уменьшенных дорожных знаков, инициаторами идеи выступил общественное движение «Probok.net» и ЦОДД. Их планировалось установить по всей России после успешного эксперимента. Допустимый размер знаков планировалось понизить до 40×40 см, а в отдельных случаях и до 35×35 см, это почти вдвое меньше нынешнего стандарта (60×60 см). Однако, в феврале 2021 года, госстандарт был отменён.

## Размещение дорожных знаков
ГОСТ Р 52289-2019 при установке знаков разных групп на одной опоре предписывает их размещать в следующем порядке (сверху вниз, слева направо):
- знаки приоритета
- предупреждающие знаки
- предписывающие знаки
- знаки особых предписаний
- запрещающие знаки
- информационные знаки
- знаки сервиса
- знаки дополнительной информации (таблички)

## Действующие дорожные знаки
Последние изменения в правила были внесены 1 марта 2023 года. Нумерация дорожных знаков соответствует ГОСТ Р 52289-2019. Современные дорожные знаки делятся на несколько групп.

### Предупреждающие знаки
Предупреждающие знаки информируют водителей о приближении к опасному участку дороги, движение по которому требует принятия мер, соответствующих обстановке. Большинство из них имеют форму равностороннего треугольника белого цвета с красной каймой. Такие знаки устанавливаются в городах за 50—100 м, за городом за 150—300 м до начала опасного участка. В отдельных случаях может быть другое расстояние, которое будет определяться табличкой 8.1.1 «Расстояние до объекта», установленной под предупреждающим знаком. Если опасный участок имеет протяжённость, то под предупреждающим знаком будет установлена табличка 8.2.1 «Зона действия». Вне населённых пунктов знаки 1.1, 1.2, 1.9, 1.10, 1.23 и 1.25 повторяются. Второй знак устанавливается на расстоянии не менее 50 м до начала опасного участка. Знак 1.25 при проведении краткосрочных работ на проезжей части может устанавливаться без таблички 8.1.1 на расстоянии 10—15 м до места проведения работ. Знаки 1.13 и 1.14 могут устанавливаться без таблички 8.1.1 непосредственно перед началом спуска или подъёма, если спуски и подъёмы следуют друг за другом. Знак 1.32 применяется в качестве временного или в знаках с изменяемым изображением перед перекрёстком, откуда возможен объезд участка дороги, на котором образовался затор.
| Номер знака | Изображение | Название                                                        | Пояснение |
| ----------- | ----------- | --------------------------------------------------------------- | --- |
| 1.1         |             | Железнодорожный переезд со шлагбаумом                           | Устанавливаются в населённом пункте за 50—100 м, вне населённых пунктов за 150—300 м до переезда. Предупреждает водителя о том, что необходимо сбросить скорость, быть внимательным и осторожным, ведь впереди железнодорожный переезд со шлагбаумом. Этот знак дублируется только вне населённого пункта, второй знак устанавливается на расстоянии не менее 50 метров до переезда. |
| 1.2         |             | Железнодорожный переезд без шлагбаума                           | Устанавливаются в населённом пункте за 50—100 м, вне населённых пунктов за 150—300 м до переезда. Предупреждает водителя о том, что необходимо сбросить скорость, быть внимательным и осторожным, ведь впереди железнодорожный переезд без шлагбаума. Этот знак дублируется только вне населённого пункта, второй знак устанавливается на расстоянии не менее 50 метров до переезда. |
| 1.3.1       |             | Однопутная железная дорога                                      | Предупреждает водителя, что он приближается к железнодорожному переезду без шлагбаума с одним путём. |
| 1.3.2       |             | Многопутная железная дорога                                     | Предупреждает водителей, что впереди пересечение трассы с многопутной железной дорогой. Перед таким переездом нужно быть особенно внимательным, поскольку он шире обычного и по каждому пути может проехать поезд. |
| 1.4.1       |             | Приближение к железнодорожному переезду                         | Дополнительное предупреждение о приближении к железнодорожному переезду вне населённых пунктов. Предупреждает водителей о том, что впереди железнодорожный переезд, а красные полоски указывают расстояние, которое остаётся до пересечения. |
| 1.4.2       |             | Приближение к железнодорожному переезду                         | Дополнительное предупреждение о приближении к железнодорожному переезду вне населённых пунктов. Предупреждает водителей о том, что впереди железнодорожный переезд, а красные полоски указывают расстояние, которое остаётся до пересечения. |
| 1.4.3       |             | Приближение к железнодорожному переезду                         | Дополнительное предупреждение о приближении к железнодорожному переезду вне населённых пунктов. Предупреждает водителей о том, что впереди железнодорожный переезд, а красные полоски указывают расстояние, которое остаётся до пересечения. |
| 1.4.4       |             | Приближение к железнодорожному переезду                         | Дополнительное предупреждение о приближении к железнодорожному переезду вне населённых пунктов. Предупреждает водителей о том, что впереди железнодорожный переезд, а красные полоски указывают расстояние, которое остаётся до пересечения. |
| 1.4.5       |             | Приближение к железнодорожному переезду                         | Дополнительное предупреждение о приближении к железнодорожному переезду вне населённых пунктов. Предупреждает водителей о том, что впереди железнодорожный переезд, а красные полоски указывают расстояние, которое остаётся до пересечения. |
| 1.4.6       |             | Приближение к железнодорожному переезду                         | Дополнительное предупреждение о приближении к железнодорожному переезду вне населённых пунктов. Предупреждает водителей о том, что впереди железнодорожный переезд, а красные полоски указывают расстояние, которое остаётся до пересечения. |
| 1.5         |             | Пересечение с трамвайной линией                                 | Устанавливаются в населённом пункте за 50—100 м, вне населённых пунктов за 150—300 м до пересечения. Предупреждает водителя о том, что впереди место пересечения с трамвайными путями. Трамвай имеет преимущество перед автомобилем, поэтому водитель должен уступить ему дорогу в случае необходимости. |
| 1.6         |             | Пересечение равнозначных дорог                                  | Устанавливаются в населённом пункте за 50—100 м, вне населённых пунктов за 150—300 м до начала пересечения. Этот знак предупреждает водителя о приближении к месту, где пересекаются равнозначные дороги. Увидев этот знак, водитель должен быть готов пропустить автомобили, которые въезжают на перекрёсток справа. |
| 1.7         |             | Пересечение с круговым движением                                | Устанавливаются в населённом пункте за 50—100 м, вне населённых пунктов за 150—300 м до пересечения. Предупреждает водителя о том, что впереди перекрёсток с круговым движением. Движение осуществляется по направлению стрелок. Водитель, который находится на круге, имеет преимущество перед въезжающим транспортом. |
| 1.8         |             | Светофорное регулирование                                       | Устанавливаются в населённом пункте за 50—100 м, вне населённых пунктов за 150—300 м до пересечения с таким участком. Предупреждает всех участников движения, что впереди перекрёсток, регулируемый светофором. Его можно встретить как в населённых пунктах, так и за их пределами. |
| 1.9         |             | Разводной мост                                                  | Устанавливаются в населённом пункте за 50—100 м, вне населённых пунктов за 150—300 м до начала опасного участка. Разводной мост или паромная переправа. Предупреждает о том, что впереди разводной мост, а значит, если в данный момент движется корабль или пароход, проехать на другую сторону не получится. Этот знак дублируется только вне населённого пункта, второй знак устанавливается на расстоянии не менее 50 м до начала опасного участка. |
| 1.10        |             | Выезд на набережную                                             | Устанавливаются в населённом пункте за 50—100 м, вне населённых пунктов за 150—300 м до начала опасного участка. Выезд на набережную или берег. Предупреждает водителей о том, что впереди набережная, берег реки или озера. Водителям движение к воде является очень опасным, иначе они попадают в дорожно-транспортное происшествие. Этот знак дублируется только вне населённого пункта, второй знак устанавливается на расстоянии не менее 50 м до начала опасного участка. |
| 1.11.1      |             | Опасный поворот                                                 | Устанавливаются в населённом пункте за 50—100 м, вне населённых пунктов за 150—300 м до начала опасного участка. Предупреждает всех водителей о том, что впереди дорога с опасным поворотом, а это значит, что надо сбросить скорость и быть предельно внимательным. На данном участке дороги запрещены обгоны, развороты и движение задним ходом. |
| 1.11.2      |             | Опасный поворот                                                 | Устанавливаются в населённом пункте за 50—100 м, вне населённых пунктов за 150—300 м до начала опасного участка. Предупреждает всех водителей о том, что впереди дорога с опасным поворотом, а это значит, что надо сбросить скорость и быть предельно внимательным. На данном участке дороги запрещены обгоны, развороты и движение задним ходом. |
| 1.12.1      |             | Опасные повороты                                                | Устанавливаются в населённом пункте за 50—100 м, вне населённых пунктов за 150—300 м до начала опасного участка. Предупреждает всех участников движения, что впереди участок дороги со сложными поворотами, а значит, надо сбросить скорость и быть предельно внимательным. На таких участках дорог запрещены обгоны, развороты и движение задним ходом. Знак устанавливается самостоятельно или в сочетании с табличкой 8.2.1 «Зона действия», и указывает протяжённость опасного участка дороги, где опасные повороты следуют друг за другом. |
| 1.12.2      |             | Опасные повороты                                                | Устанавливаются в населённом пункте за 50—100 м, вне населённых пунктов за 150—300 м до начала опасного участка. Предупреждает всех участников движения, что впереди участок дороги со сложными поворотами, а значит, надо сбросить скорость и быть предельно внимательным. На таких участках дорог запрещены обгоны, развороты и движение задним ходом. Знак устанавливается самостоятельно или в сочетании с табличкой 8.2.1 «Зона действия», и указывает протяжённость опасного участка дороги, где опасные повороты следуют друг за другом. |
| 1.13        |             | Крутой спуск                                                    | Устанавливаются в населённом пункте за 50—100 м, вне населённых пунктов за 150—300 м до начала опасного участка. Предупреждает о том, что впереди крутой спуск. На таких участках нужно сбавлять скорость и двигаться очень осторожно, чтобы избежать аварии. |
| 1.14        |             | Крутой подъём                                                   | Устанавливаются в населённом пункте за 50—100 м, вне населённых пунктов за 150—300 м до начала опасного участка. Предупреждает о том, что впереди опасный участок пути — подъём в горку. Водители, которые съезжают вниз, должны уступать дорогу тем, кто едет навстречу, а в конце подъёма ни в коем случае нельзя делать остановки, разворачиваться в обратном направлении или обгонять другие машины, выезжая при этом на встречную полосу — всё это может стать причиной аварии. |
| 1.15        |             | Скользкая дорога                                                | Предупреждает водителя о том, что при повышенной влажности покрытие дороги становится скользким (например: гололедица, покрытия листопада и т. п.), а значит надо быть предельно внимательным и осторожным. |
| 1.16        |             | Неровная дорога                                                 | Предупреждает водителей о том, что впереди их ждёт сложный участок пути с ямами и кочками, а значит надо сбавить скорость и ехать дальше очень аккуратно. |
| 1.17        |             | Искусственная неровность                                        | Предупреждает водителям о приближении к участку дороги, который оборудован специальным препятствием и называется «лежачий полицейский». Водители должны сбросить скорость, потому что поблизости пешеходный переход. Непосредственно у самой неровности устанавливают знак 5.20 с одноимённым названием. |
| 1.18        |             | Выброс гравия                                                   | Предупреждает всех участников движения о том, что впереди участок дороги, на котором возможен выброс гравия или щебня из-под колёс транспортных средств. Водителю рекомендуется снизить скорость, чтобы избежать повреждения своего и других транспортных средств гравием. |
| 1.19        |             | Опасная обочина                                                 | Предупреждает водителя о том, что впереди участок дороги, на котором съезд на обочину опасен, ведь оказавшись там, машина может перевернуться, а значит, увидев этот знак, нужно сбросить скорость и ехать очень аккуратно, не въезжая на обочину. |
| 1.20.1      |             | Сужение дороги                                                  | Предупреждает о том, что впереди сужение дорог с обеих сторон. Водителям необходимо перестроиться из крайних полос движения, ближе к центру проезжей части. |
| 1.20.2      |             | Сужение дороги                                                  | Предупреждает о том, что впереди сужение дорог с правой стороны. Водителям необходимо перестроиться из крайней полосы движения, ближе к центру проезжей части. |
| 1.20.3      |             | Сужение дороги                                                  | Предупреждает о том, что впереди сужение дорог с левой стороны. Водителям необходимо перестроиться из крайней полосы движения, ближе к центру проезжей части. |
| 1.21        |             | Двустороннее движение                                           | Предупреждает водителей о том, что впереди двустороннее движение. Водитель, который до этого ехал по дороге с односторонним движением, должен приготовиться к появлению встречного транспорта и во время занять свою полосу. Может устанавливаться и в случае, когда дорога с разделительной полосой переходит в дорогу с двусторонним движением: две проезжие части сливаются в одну. Часто этот знак используют в местах ремонта дороги для организации двустороннего движения там, где до этого транспортные средства двигались только в одном направлении. |
| 1.22        |             | Пешеходный переход                                              | Предупреждает о том, что впереди пешеходный переход, обозначенный знаками 5.19.1, 5.19.2 и (или) разметкой 1.14.1 и 1.14.2. Сообщает пешеходам, где они могут перейти дорогу, а водителям даёт понять, что необходимо сбросить скорость и быть осторожнее. |
| 1.23        |             | Дети                                                            | Предупреждает водителя о том, что дорогу могут переходить дети. Он обычно встречается вблизи школ и детских садов. Увидев этот знак, водитель должен сбросить скорость и быть предельно осторожным. |
| 1.24        |             | Пересечение с велосипедной дорожкой или велопешеходной дорожкой | Предупреждает водителей о том, что они приближаются к месту пересечения с велосипедной дорожкой, а это значит, что нужно сбросить скорость и быть готовым пропустить велосипедистов, которые могут пересекать дорогу. |
| 1.25        |             | Дорожные работы                                                 | Предупреждает водителя о том, что впереди идёт ремонт дороги или проводятся работы рядом с ней. Если водитель встретил этот знак, то нужно быть внимательным и сбросить скорость, чтобы не задеть дорожных рабочих и спецтехнику. |
| 1.26        |             | Перегон скота                                                   | Его можно встретить рядом с животноводческими фермами. Предупреждает водителя о приближении к участку, где часто перегоняют через дорогу скот. Увидев этот знак, водитель должен сбросить скорость и быть внимательным. |
| 1.27        |             | Дикие животные                                                  | Предупреждает водителя о приближении к участку дороги, где возможно появление и выход на проезжую часть диких животных. Водитель обязан двигаться с безопасной скоростью, обеспечивающей своевременную остановку при появлении животных. |
| 1.28        |             | Падение камней                                                  | Его обычно устанавливают в горной местности. Он предупреждает водителя о том, что на данном участке может быть камнепад, оползень или обвал и нужно быть осторожным. |
| 1.29        |             | Боковой ветер                                                   | Знак устанавливают там, где дует сильный боковой ветер — например, перед высокими мостами или на горных дорогах. Водителю необходимо снизить скорость, ведь мощные порывы ветра могут стать причиной заноса и аварий. |
| 1.30        |             | Низколетящие самолёты                                           | Предупреждает и обычно устанавливают рядом с аэропортами. В таких местах водителям следует быть внимательным и не пугаться, услышав гул низколетящих самолётов. |
| 1.31        |             | Тоннель                                                         | Предупреждает водителя, что впереди его ждёт тоннель, в котором отсутствует искусственное освещение, а значит, нужно будет включить фары. Знак 1.31 с табличкой 8.2.1 применяют, если при въезде в тоннель не виден его противоположный конец. Перед въездом в тоннель необходимо включить ближний или дальний свет фар (чтобы в случае отключённого освещения в тоннеле не оказаться на движущемся автомобиле в тёмном пространстве). |
| 1.32        |             | Затор                                                           | Предупреждает об участке, на котором образовался затор. Увидев его, водитель может заранее поменять свой маршрут и найти путь объезда. Запрещается выезжать на полосу, где образовался затор. |
| 1.33        |             | Прочие опасности                                                | Предупреждает о том, что впереди участок дороги, на котором имеются опасности, не предусмотренные другими предупреждающими знаками, а значит надо быть предельно внимательным, сбавить скорость и не обгонять впереди идущие машины. |
| 1.34.1      |             | Направление поворота                                            | Знак бывает трёх видов. Он указывает водителям направление поворота для продолжения движения. Направление объезда ремонтируемого участка дороги. Эти знаки устанавливают там, где на поворотах ограничена видимость. Очень часто в таких местах дорога меняет не только направление, но и профиль (уходит вниз или вверх), из-за чего водитель может не заметить поворота. Знак устанавливается непосредственно в повороте с наружной стороны закругления дороги. Он может устанавливаться также на перекрёстке с круговым движением — на центральном островке напротив соответствующего въезда. Для того, чтобы автомобиль вписался в поворот, водитель должен заблаговременно снизить скорость. 1.34.3 «Направление поворота». Направление движения на Т — образном перекрёстке или разветвлении дорог. Направление объезда ремонтируемого крутого участка дороги. Знак 1.34.3 устанавливают напротив проездов, не имеющих продолжения например, при въезде на набережную, а также на Т — образных перекрестках, где имеется опасность проезда в прямом направлении. |
| 1.34.2      |             | Направление поворота                                            | Знак бывает трёх видов. Он указывает водителям направление поворота для продолжения движения. Направление объезда ремонтируемого участка дороги. Эти знаки устанавливают там, где на поворотах ограничена видимость. Очень часто в таких местах дорога меняет не только направление, но и профиль (уходит вниз или вверх), из-за чего водитель может не заметить поворота. Знак устанавливается непосредственно в повороте с наружной стороны закругления дороги. Он может устанавливаться также на перекрёстке с круговым движением — на центральном островке напротив соответствующего въезда. Для того, чтобы автомобиль вписался в поворот, водитель должен заблаговременно снизить скорость. 1.34.3 «Направление поворота». Направление движения на Т — образном перекрёстке или разветвлении дорог. Направление объезда ремонтируемого крутого участка дороги. Знак 1.34.3 устанавливают напротив проездов, не имеющих продолжения например, при въезде на набережную, а также на Т — образных перекрестках, где имеется опасность проезда в прямом направлении. |
| 1.34.3      |             | Направление поворота                                            | Знак бывает трёх видов. Он указывает водителям направление поворота для продолжения движения. Направление объезда ремонтируемого участка дороги. Эти знаки устанавливают там, где на поворотах ограничена видимость. Очень часто в таких местах дорога меняет не только направление, но и профиль (уходит вниз или вверх), из-за чего водитель может не заметить поворота. Знак устанавливается непосредственно в повороте с наружной стороны закругления дороги. Он может устанавливаться также на перекрёстке с круговым движением — на центральном островке напротив соответствующего въезда. Для того, чтобы автомобиль вписался в поворот, водитель должен заблаговременно снизить скорость. 1.34.3 «Направление поворота». Направление движения на Т — образном перекрёстке или разветвлении дорог. Направление объезда ремонтируемого крутого участка дороги. Знак 1.34.3 устанавливают напротив проездов, не имеющих продолжения например, при въезде на набережную, а также на Т — образных перекрестках, где имеется опасность проезда в прямом направлении. |
| 1.35        |             | Участок перекрёстка                                             | Предупреждает о приближении к перекрёстку, который обозначен разметкой 1.26 и на который запрещается выезжать, если впереди по пути следования образовался затор, который вынудит водителя остановиться, создав препятствие для движения транспортных средств в поперечном направлении, за исключением поворота направо или налево в случаях, установленных Правилами. |

### Знаки приоритета
Знаки приоритета (знаки преимущественного права проезда) устанавливают очерёдность проезда перекрёстков, пересечений проезжих частей или узких участков дороги. Основные знаки приоритета («Главная дорога», «Уступите дорогу» и «Движение без остановки запрещено»).
У некоторых знаков необычная форма (перевёрнутый треугольник, повёрнутый на 45° квадрат, восьмиугольник). Это связано с необходимостью однозначно идентифицировать знаки с любой стороны.
Отменяются сигналами светофора и регулировщика.
| Номер знака | Изображение | Название                               | Пояснение |
| ----------- | ----------- | -------------------------------------- | --- |
| 2.1         |             | Главная дорога                         | Дорога, на которой предоставлено право преимущественного проезда нерегулируемых перекрёстков. Знак помогает ориентироваться на сложных перекрёстках и обозначает места, где главная дорога меняет своё направление. Знак устанавливают в начале участка дороги с преимущественным правом проезда нерегулируемых перекрёстков. В населённых пунктах знак устанавливают перед каждым перекрёстком на главной дороге. Перед нерегулируемыми перекрёстками, на которых главная дорога проходит в прямом направлении, а пересекающая дорога имеет не более четырёх полос, допускается устанавливать знак размером 350×350 мм. В населённых пунктах знак допускается не устанавливать на противоположной примыканию стороне перед примыканием второстепенной дороги к главной. Знак 2.1 с табличкой 8.13 устанавливают перед перекрёстками, на которых главная дорога изменяет направление, а также перед перекрёстками со сложной планировкой. В населённых пунктах знак 2.1 с табличкой 8.13 устанавливают перед перекрёстком, а вне населённых пунктов — предварительно на расстоянии 150—300 м до перекрёстка и перед перекрёстком. На пересечениях дорог с несколькими проезжими частями знак устанавливают перед пересечениями проезжих частей, на которых возможно неоднозначное определение главенства дорог. Отменяется знаком 2.2. |
| 2.2         |             | Конец главной дороги                   | Сообщает водителям, что дорога, по которой они движутся с того места, считается второстепенной. Устанавливается совместно со знаками 2.4 «Уступите дорогу» или 2.5 «Движение без остановки запрещено». |
| 2.3.1       |             | Пересечение со второстепенной дорогой  | Предупреждает водителя о том, что впереди перекрёсток со второстепенной дорогой — это значит, что у него есть преимущество проезда, потому что он едет по главной дороге. |
| 2.3.2       |             | Примыкание второстепенной дороги       | Предупреждает о том, что впереди дорога, которая пересекается со второстепенной. Этот знак показывает, как именно второстепенная дорога будет примыкать к проезжей части. |
| 2.3.3       |             | Примыкание второстепенной дороги       | Предупреждает о том, что впереди дорога, которая пересекается со второстепенной. Этот знак показывает, как именно второстепенная дорога будет примыкать к проезжей части. |
| 2.3.4       |             | Примыкание второстепенной дороги       | Предупреждает о том, что впереди дорога, которая пересекается со второстепенной. Этот знак показывает, как именно второстепенная дорога будет примыкать к проезжей части. |
| 2.3.5       |             | Примыкание второстепенной дороги       | Предупреждает о том, что впереди дорога, которая пересекается со второстепенной. Этот знак показывает, как именно второстепенная дорога будет примыкать к проезжей части. |
| 2.3.6       |             | Примыкание второстепенной дороги       | Предупреждает о том, что впереди дорога, которая пересекается со второстепенной. Этот знак показывает, как именно второстепенная дорога будет примыкать к проезжей части. |
| 2.3.7       |             | Примыкание второстепенной дороги       | Предупреждает о том, что впереди дорога, которая пересекается со второстепенной. Этот знак показывает, как именно второстепенная дорога будет примыкать к проезжей части. |
| 2.4         |             | Уступите дорогу                        | Применяют для указания того, что водитель должен уступить дорогу транспортным средствам, которые движутся по пересекаемой дороге, а при наличии таблички 8.13 — по главной. Встретить такой знак можно перед выездом на автомагистраль, перекрёстком со сложной планировкой или выездом с грунтовой дороги. Дорожный знак «Уступи дорогу» чаще всего устанавливают непосредственно перед перекрёстком, однако вне населённого пункта на дорогах с покрытием ему может предшествовать такой же знак с табличкой 8.1.1 «Расстояние до объекта». |
| 2.5         |             | Движение без остановки запрещено       | Запрещает водителю движение без остановки. Встретить такой знак можно на пересечении проезжих частей, перед железнодорожным переездом или карантинным постом. Увидев такой знак, водитель обязан около него остановиться. Вне населённых пунктов на дорогах с покрытием ему может предшествовать знак 2.4 «Уступите дорогу» с табличкой 8.1.2, указывающей расстояние до этого знака. |
| 2.6         |             | Преимущество встречного движения       | Предупреждает, что впереди узкий участок дороги. Водитель, который увидел этот знак, обязан уступать дорогу тем, кто едет к нему навстречу. Если навстречу движется мотоцикл без бокового прицепа, и с ним возможно разъехаться на узком участке, то можно продолжать движение. Знак может быть размещён ещё и предварительно с табличкой 8.1.1 на одной опоре с одним из знаков 1.20.1 — 1.20.3 «Сужение дороги». |
| 2.7         |             | Преимущество перед встречным движением | Предупреждает, что впереди узкий участок дороги. Водитель, который увидел этот знак, имеет право проехать первым. Те, кто едет к нему навстречу обязаны уступить дорогу. |

### Запрещающие знаки
Запрещающие и ограничивающие знаки вводят или отменяют определённые ограничения движения. Большинство из них круглой формы, белые с красной каймой.
Ряд знаков имеют ограничения, то есть не распространяют своё действие на некоторые ТС.
Действие знаков 3.18.1, 3.18.2 распространяется на пересечение проезжих частей, перед которыми установлен знак.
Зона действия знаков 3.16, 3.20, 3.22, 3.24, 3.26 — 3.30 распространяется от места установки знака до ближайшего перекрёстка за ним, а в населённых пунктах при отсутствии перекрёстка — до конца населённого пункта. Действие знаков не прерывается в местах выезда с прилегающих к дороге территорий и в местах пересечения (примыкания) с полевыми, лесными и другими второстепенными дорогами, перед которыми не установлены соответствующие знаки.
Действие знака 3.24, установленного перед населённым пунктом, обозначенным знаком 5.23.1 или 5.23.2, распространяется до этого знака.
Для знаков 3.27—3.30 установка в конце зоны их действия повторных знаков 3.27—3.30 с табличкой 8.2.3 или применением таблички 8.2.2, а также установкой знака 5.29 или 6.4. Предварительные знаки 3.11—3.15 с одной из табличек 8.1.1, 8.1.3 и 8.1.4 «Расстояние до объекта» устанавливают перед перекрёстком, откуда возможен объезд участка дороги, на котором основными знаками введено ограничение. Зона действия знака 3.24 может быть уменьшена установкой знака с другим значением максимальной скорости движения. Знаки 3.32 и 3.33 устанавливаются на участках дорог, где автомобили с опасными грузами могут представлять опасность для людей. Действие знаков 3.10, 3.27—3.30 распространяется только на ту сторону дороги, на которой они установлены. Чтобы знаки 3.11—3.15 не ставили водителя в непонятную тупиковую ситуацию, они устанавливаются предварительно с табличкой 8.1.1. Знаки 3.2 — 3.9, 3.32 — 3.34 запрещают движение соответствующих видов транспортных средств в обоих направлениях. Знаки 3.2, 3.3, 3.5 — 3.8 распространяются на транспортные средства организаций федеральной почтовой связи, имеющие на боковой поверхности белую диагональную полосу на синем фоне, эмблему организаций федеральной почтовой связи, надпись «Почта России» или белую продольную полосу на синем фоне, эмблему организации специальной почтовой связи, надпись «Спецсвязь» и транспортные средства, которые обслуживают предприятия, находящиеся в обозначенной зоне, а также обслуживают граждан или принадлежат гражданам, проживающим или работающим в обозначенной зоне. В этих случаях транспортные средства должны въезжать в обозначенную зону и выезжать из неё на ближайшем к месту назначения перекрёстке. Зона действия знака может быть уменьшена установкой в конце зоны их действия соответственно знаков 3.21, 3.23, 3.25 или применением таблички 8.2.1.
Знаки 3.2 и 3.3 распространяются на транспортные средства, управляемые инвалидами I и II групп, перевозящие таких инвалидов и (или) детей-инвалидов, если на указанных транспортных средствах установлен опознавательный знак «Инвалид». Знаки 3.28-3.30 распространяются на транспортные средства, управляемые инвалидами, которым в соответствии с Федеральным законом «О социальной защите инвалидов в Российской Федерации» предоставлено право на бесплатное использование мест для парковки транспортных средств, перевозящие таких инвалидов и (или) детей-инвалидов, если на указанных транспортных средствах установлен опознавательный знак «Инвалид», а также на транспортные средства организаций федеральной почтовой связи, имеющие на боковой поверхности белую диагональную полосу на синем фоне, эмблему организаций федеральной почтовой связи, надпись «Почта России» или белую продольную полосу на синем фоне, эмблему организации специальной почтовой связи, надпись «Спецсвязь» и на легковые такси с включенным таксометром. Зона действия знаков 3.16 и 3.26 может быть уменьшена применением таблички 8.2.1. Знаки 3.1 — 3.3, 3.18.1, 3.18.2, 3.19 и 3.34 не распространяются на маршрутные транспортные средства.
| Номер знака | Изображение | Название                                                                               | Пояснение |
| ----------- | ----------- | -------------------------------------------------------------------------------------- | --- |
| 3.1         |             | Въезд запрещён                                                                         | Запрещает движение всех ТС в данном направлении, а значит водителям стоит искать другой маршрут. Знак устанавливается на въезде к местам отдыха, автозаправочных станциях и дорогах с односторонним движением. Действует до первого перекрёстка. Обиходное название знака — «кирпич». Знак 3.1 может быть применён совместно с табличками 8.4.1—8.4.8, 8.5.1, 8.5.2, 8.5.3, 8.5.4—8.5.7 и 8.4.9—8.4.16. |
| 3.2         |             | Движение запрещено                                                                     | Запрещает движение всех ТС в данном направлении, то есть автомобили, исключение составляют общественный транспорт и машины, которые перевозят инвалидов. Действие знака не распространяется: 1) На транспортные средства организаций федеральной почтовой связи, имеющие на боковой поверхности белую диагональную полосу на синем фоне. 2) Транспортные средства, которые обслуживают предприятия, находящиеся в обозначенной зоне, а также обслуживают граждан или принадлежат гражданам, проживающим или работающим в обозначенной зоне. 3) На транспортные средства, управляемые инвалидами 1 и 2 групп, перевозящие таких инвалидов или детей инвалидов. 4) На маршрутные транспортные средства. Действует до первого перекрёстка.                                                                                  |
| 3.3         |             | Движение механических транспортных средств запрещено                                   | Запрещается движение механических транспортных средств. Обычно такой знак устанавливают там, где необходимо уменьшить шум и загазованность, например, в зонах отдыха.. Действие знака не распространяется: 1) На транспортные средства организаций федеральной почтовой связи, имеющие на боковой поверхности белую диагональную полосу на синем фоне. 2) Транспортные средства, которые обслуживают предприятия, находящиеся в обозначенной зоне, а также обслуживают граждан или принадлежат гражданам, проживающим или работающим в обозначенной зоне. 3) На транспортные средства, управляемые инвалидами 1 и 2 групп, перевозящие таких инвалидов или детей инвалидов. 4) На маршрутные транспортные средства. Действует до первого перекрёстка.                                                                    |
| 3.4         |             | Движение грузовых автомобилей запрещено                                                | Запрещает проезд грузовым автомобилям. Его действие не распространяется на общественный транспорт, транспорт федеральной почтовой связи, а также предприятий, которые находится в указанной зоне. Знак 3.4 не запрещает движение грузовых автомобилей, предназначенных для перевозки людей, транспортных средств организаций федеральной почтовой связи, имеющих на боковой поверхности белую диагональную полосу на синем фоне, а также грузовых автомобилей без прицепа с разрешённой максимальной массой не более 26 тонн, которые обслуживают предприятия, находящиеся в обозначенной зоне. В этих случаях транспортные средства должны въезжать в обозначенную зону и выезжать из неё на ближайшем к месту назначения перекрёстке. Действует до первого перекрёстка.                                                |
| 3.5         |             | Движение мотоциклов запрещено                                                          | Распространяется только на мотоциклы и запрещает их движение по дороге в обоих направлениях. Действие знака не распространяется: 1) На транспортные средства организаций федеральной почтовой связи, имеющие на боковой поверхности белую диагональную полосу на синем фоне. 2) Транспортные средства, которые обслуживают предприятия, находящиеся в обозначенной зоне, а также обслуживают граждан или принадлежат гражданам, проживающим или работающим в обозначенной зоне. Действует до первого перекрёстка. |
| 3.6         |             | Движение тракторов запрещено                                                           | Запрещается движение и устанавливается для исключения движения тихоходного транспорта, который может создать затор на дороге. К такому транспорту относятся тракторы и самоходные машины.. Действие знака не распространяется: 1) На транспортные средства организаций федеральной почтовой связи, имеющие на боковой поверхности белую диагональную полосу на синем фоне. 2) Транспортные средства, которые обслуживают предприятия, находящиеся в обозначенной зоне, а также обслуживают граждан или принадлежат гражданам, проживающим или работающим в обозначенной зоне. Действует до первого перекрёстка. |
| 3.7         |             | Движение с прицепом запрещено                                                          | Запрещается проезд грузовых автомобилей и тракторов с прицепом. Также там, где установлен этот знак, запрещено буксировать машину на тросе — это делается, чтобы избежать аварийных ситуаций. Действие знака не распространяется: 1) На транспортные средства организаций федеральной почтовой связи, имеющие на боковой поверхности белую диагональную полосу на синем фоне. 2) Транспортные средства, которые обслуживают предприятия, находящиеся в обозначенной зоне, а также обслуживают граждан или принадлежат гражданам, проживающим или работающим в обозначенной зоне. Действует до первого перекрёстка. |
| 3.8         |             | Движение гужевых повозок запрещено                                                     | Запрещается движение тележкам и повозкам, которые запряжены животными, например, лошадьми.. Действие знака не распространяется: 1) На транспортные средства организаций федеральной почтовой связи, имеющие на боковой поверхности белую диагональную полосу на синем фоне. 2) Транспортные средства, которые обслуживают предприятия, находящиеся в обозначенной зоне, а также обслуживают граждан или принадлежат гражданам, проживающим или работающим в обозначенной зоне. Действует до первого перекрёстка. |
| 3.9         |             | Движение на велосипедах запрещено                                                      | Запрещается движение на велосипедах и мопедах. Устанавливается в тех местах, где при перемещении на велосипеде создаётся помеха транспортному потоку и опасная ситуация для велосипедистов, например: 1) На автомобильных мостах без специальной полосы для велосипедов; 2) На скоростных автодорогах; 3) В тоннелях; 4) На узких участках дороги. Действует до первого перекрёстка. |
| 3.10        |             | Движение пешеходов запрещено                                                           | Запрещает движение пешеходам по той стороне дороги, на которой он установлен. Как правило, его можно встретить там, где появление пешеходов опасно и может создать помехи движению транспортных средств. К таким местам относятся мосты, эстакады, тоннели и обочины дорог. Знак устанавливают в местах, где движение пешеходов недопустимо по условиям их безопасности (искусственные сооружения, не имеющие тротуаров, ремонтируемые участки дорог и т. п.). Знак устанавливают на той стороне дороги, на которой вводят запрещение. Знак допускается применять для запрещения перехода на регулируемых перекрёстках, где какие-либо направления движения пешеходов запрещены. Знак устанавливают на краю тротуара лицевой стороной к пешеходам, движение которых следует запретить. Действует до первого перекрёстка. |
| 3.11        |             | Ограничение массы                                                                      | Запрещает проезд грузовым автомобилям, масса которых превышает указанную на знаке. Такое ограничение необходимо, чтобы не предотвратить разрушения дорожного покрытия. Действует до первого перекрёстка. |
| 3.12        |             | Ограничение массы, приходящейся на ось транспортного средства                          | Запрещается движение транспортных средств, у которых фактическая масса, приходящаяся на какую-либо ось, превышает указанную на знаке. Знак 3.12 с табличкой 8.20.1 или 8.20.2 применяют для запрещения движения транспортных средств, у которых фактическая масса, приходящаяся на любую из осей тележки, больше указанной на знаке. Его можно встретить перед въездом на мост или эстакаду. Действует до первого перекрёстка. Для двухосного транспортного средства на переднюю ось приходится 1/3 массы, на заднюю — 2/3. Если более 2 осей, то масса распределяется по ним равномерно. |
| 3.13        |             | Ограничение высоты                                                                     | Запрещается движение транспортных средств, габаритная высота которых (с грузом или без груза) больше указанной на знаке. Повторный знак 3.13 допускается устанавливать на пролёте или опоре искусственного сооружения. Устанавливают такие знаки для того, чтобы автомобиль не застрял под мостом или в тоннеле, а также не повредил инженерные коммуникации. Действует до первого перекрёстка. |
| 3.14        |             | Ограничение ширины                                                                     | Запрещается движение транспортных средств, габаритная ширина которых (с грузом или без груза) больше указанной на знаке. Встретить такой знак можно на въездах в тоннель, где несоблюдение этого предписания может провести к аварии. Повторный знак 3.14 допускается устанавливать на пролёте или опоре искусственного сооружения. Действует до первого перекрёстка. |
| 3.15        |             | Ограничение длины                                                                      | Запрещается движение автомобилей, длина которых больше указанной на знаке. Как правило, это касается больших грузовых автомобилей. Водители таких машин, увидев этот знак, должны искать пути объезда. Действует до первого перекрёстка. |
| 3.16        |             | Ограничение минимальной дистанции                                                      | Обычно устанавливают на сложных или опасных участках дороги. Знак указывает водителю, что ему следует держаться подальше от автомобиля впереди. Расстояние между ними должно быть не меньше указанного на знаке. Действует до первого перекрёстка либо до знака 3.31. |
| 3.17.1      |             | Таможня                                                                                | Запрещается проезд без остановки на контрольно-пропускном пункте таможни. Предварительный знак 3.17.1 с табличкой 8.1.1 устанавливают на расстоянии 500 м до контрольно-пропускного пункта (таможни). |
| 3.17.2      |             | Опасность                                                                              | Запрещает движение всех без исключения транспортных средств. Его устанавливают на время, и он предупреждает о том, что впереди авария, пожар или другая опасность. |
| 3.17.3      |             | Контроль                                                                               | Запрещается проезд через контрольные пункты без остановки. Знак устанавливают на въездах на платные автодороги или принимают в качестве временного знака, на постах полиции и других служб при проведении специальных операций. |
| 3.18.1      |             | Поворот направо запрещён                                                               | Запрещается поворот направо автомобилям на перекрёстке. Действие знака не распространяется на маршрутные транспортные средства. Его можно встретить на дорогах к автостанциям, АЗС и с односторонним движением. |
| 3.18.2      |             | Поворот налево запрещён                                                                | Запрещается поворот налево автомобилям на перекрёстке. Движение можно продолжить в других направлениях. Действие знака не распространяется на маршрутные транспортные средства. Его можно встретить на дорогах к автостанциям, АЗС и с односторонним движением. |
| 3.19        |             | Разворот запрещён                                                                      | Запрещается разворот машинам на указанным участке дороги. Действие знака не распространяется на маршрутные транспортные средства. Его устанавливают непосредственно перед перекрёстком, где такой манёвр создаст особую опасность для движения иных участников дорожного движения. |
| 3.20        |             | Обгон запрещён                                                                         | Запрещается обгон всем транспортным средствам. Применяется на участках дороги, где в зависимости от видимости, ширины дороги и интенсивности движения при выполнении обгона создаётся опасность столкновения. Действует до первого перекрёстка, либо до знаков 3.21 и 3.31. |
| 3.21        |             | Конец зоны запрещения обгона                                                           | Отменяет действие знака 3.20, значит теперь водители при необходимости могут совершать обгон едущего транспорта, соблюдая при этом правила дорожного движения. |
| 3.22        |             | Обгон грузовым автомобилям запрещён                                                    | Запрещается совершать обгон грузовым автомобилям, максимальная масса которых превышает 3,5 тонны. Встречается такой знак на участках дорог, где при обгоне создаётся опасность столкновения. Действует до первого перекрёстка, либо до знаков 3.23 и 3.31. |
| 3.23        |             | Конец зоны запрещения обгона грузовым автомобилям                                      | Отменяет действие знака 3.22. Увидев его, водители понимают, что на данном участке дороги им снова разрешается обгон, не превышая этом допустимую скорость. |
| 3.24        |             | Ограничение максимальной скорости                                                      | Запрещается ехать со скоростью выше той, что указанной на знаке, иначе это может привести к аварии на дороге. Знак 3.24 может действовать не только как запрещающий, но и как разрешающий. Так, в населённых пунктах, максимальная скорость движения не должна превышать 60 км/ч, однако на крупных городских магистралях (шоссе, проспектах, больших улицах) могут быть установлены знаки 3.24, повышающие разрешённую максимальную скорость движения до 80 км/ч или более. Знак 3.24 с табличкой 8.2.1 перед искусственной неровностью устанавливают совместно с знаком 5.20 на одной опоре. Действует до первого перекрёстка, либо до знаков 3.25 или 3.31, а также до знака 3.24 с иным числовым значением. |
| 3.25        |             | Конец зоны ограничения максимальной скорости                                           | Отменяет ограничение скорости, которое было установлено ранее. Увидев его, водитель может продолжать путь со скоростью, установленной правилами дорожного движения. В населённых пунктах не выше 60 км/ч, за городом не более 90 км/ч. |
| 3.26        |             | Подача звукового сигнала запрещена                                                     | Знак устанавливают у санаториев, домов отдыха, больниц и детских лагерей. Запрещает водителям подавать звуковые сигналы, чтобы не создавать лишний шум. Водитель может подавать звуковой сигнал — только это единственный способ предотвратить аварию. Действует до первого перекрёстка либо до знака 3.31. |
| 3.27        |             | Остановка запрещена                                                                    | Запрещается остановка и стоянка транспортных средств. Действие знака не распространяется на маршрутные транспортные средства и транспортные средства, используемые в качестве легкового такси, в местах остановки маршрутных транспортных средств или стоянки транспортных средств, используемых в качестве легкового такси, обозначенных разметкой 1.17.1 и (или) знаками 5.16, 5.17, 5.18 соответственно. |
| 3.28        |             | Стоянка запрещена                                                                      | Запрещается стоянка транспортных средств. Не распространяется на ТС, управляемые инвалидами I и II групп, перевозящие таких инвалидов и детей-инвалидов, если на ТС установлен опознавательный знак «Инвалид». |
| 3.29        |             | Стоянка запрещена по нечётным числам месяца.                                           | Запрещает стоянку автомобилей на данной стороне дороги, но только по нечётным числам месяца. |
| 3.30        |             | Стоянка запрещена по чётным числам месяца                                              | Запрещает парковку автомобилей по чётным дням месяца. Устанавливают такой знак на узких участках дорог, где парковка машин у тротуара может затруднить проезд другим участникам движения. |
| 3.31        |             | Конец зоны всех ограничений                                                            | После этого знака перестают действовать ограничения тех знаков, которые встретились на дороге раньше и отменяет действие знаков 3.16, 3.20, 3.22, 3.24, 3.26—3.30. |
| 3.32        |             | Движение транспортных средств с опасными грузами запрещено                             | Запрещает движение транспортных средств с опасными грузами. Опасными грузами принято называть вещества, которые во время транспортировки могут вызвать взрыв, пожар и тем самым нанести большой вред здоровью и жизни людей. Действует до первого перекрёстка. |
| 3.33        |             | Движение транспортных средств с взрывчатыми и легковоспламеняющимися грузами запрещено | Запрещается движение транспортных средств, которые перевозят взрывчатые и легковоспламеняющиеся вещества. Действует до первого перекрёстка |
| 3.34        |             | Движение автобусов запрещено                                                           | Запрещается движение автобусов. Действие знака не распространяется на: 1) маршрутные транспортные средства; 2) школьные автобусы; 3) транспортные средства в качестве легкового такси. |
| 3.35        |             | Движение на средствах индивидуальной мобильности запрещено                             | Запрещается движение на средствах индивидуальной мобильности. Он не запрещает движение пешеходов, велосипедистов, автомобилей и автобусов. |

Во время Первой чеченской войны на улицах Грозного применялся ещё один запрещающий знак — «Движение танков запрещено». Имел стандартный для запрещающих знаков вид — белый круг с красной каймой, на котором чёрным цветом был изображён танк. В одном из номеров газеты «Известия» того времени была помещена фотография такого знака на одной из улиц чеченской столицы.
1 июня 2018 года в связи с проведением Чемпионата мира по футболу 2018 в России был введён новый дорожный знак «Движение автобусов запрещено». Изначально такие знаки были временными и действовали только на время подготовки и проведения чемпионата в период с 1 июня по 15 июля 2018 года. После окончания Чемпионата мира по футболу 2018 знак «Движение автобусов запрещено» был выведен из обращения. С 1 марта 2023 года данный знак вновь введён в ПДД РФ под номером 3.34.

### Предписывающие знаки
Предписывающие знаки вводят или отменяют определённые режимы движения.
Знаки устанавливаются непосредственно перед участками дорог, на которых вводят соответствующие режимы движения. Разрешается движение только в направлениях, указанных на знаках стрелками. Знаки, разрешающие поворот налево, разрешают и разворот (могут быть применены знаки 4.1.1 — 4.1.6 с конфигурацией стрелок, соответствующей требуемым направлениям движения на конкретном пересечении). Действие знаков 4.1.1 — 4.1.6 не распространяется на маршрутные транспортные средства.
Действие знаков 4.1.1 — 4.1.6 распространяется на пересечение проезжих частей, перед которым установлен знак. Действие знака 4.1.1, установленного в начале участка дороги, распространяется до ближайшего перекрёстка. Знак не запрещает поворот направо во дворы и на другие прилегающие к дороге территории.
| Номер знака | Изображение | Название                                                        | Пояснение |
| ----------- | ----------- | --------------------------------------------------------------- | --- |
| 4.1.1       |             | Движение прямо                                                  | Движение разрешено только прямо. В случае установки в начале участки дороги действует до ближайшего перекрёстка, при этом разрешён поворот направо во дворы. |
| 4.1.2       |             | Движение направо                                                | Разрешает водителям движение в указанном направлении, то есть направо. Действие знака не распространяется на маршрутные транспортные средства, такие как автобус, троллейбус и маршрутное такси.                                                                                                |
| 4.1.3       |             | Движение налево                                                 | Разрешает водителям движение в указанном направлении, то есть налево или разворот. Действие знака не распространяется на маршрутные транспортные средства, такие как автобус, троллейбус и маршрутное такси.                                                                                    |
| 4.1.4       |             | Движение прямо или направо                                      | Разрешает водителям ехать только в двух направлениях: прямо или направо. |
| 4.1.5       |             | Движение прямо или налево                                       | Указывает водителю, в каком направлении можно двигаться, в данном случае допускается продолжение движения прямо или налево, а также разворот. Поворот направо запрещён. |
| 4.1.6       |             | Движение направо или налево                                     | Применяется для разрешения движения в направлениях, указанных стрелками. Данный знак также разрешает разворот и не распространяет своё действие на маршрутные транспортные средства. |
| 4.2.1       |             | Объезд препятствия справа                                       | Указывает водителю, с какой стороны нужно объезжать препятствия на дороге, в данном случае следует справа. |
| 4.2.2       |             | Объезд препятствия слева                                        | Указывает водителю, с какой стороны нужно объезжать препятствия на дороге, в данном случае следует слева. |
| 4.2.3       |             | Объезд препятствия справа или слева                             | Указывает водителю, с какой стороны нужно объезжать препятствия на дороге, в данном случае следует справа или слева. |
| 4.3         |             | Круговое движение                                               | Разрешается движение автомобилей только в указанном стрелками направлении. Чтобы избежать опасных ситуаций, водитель, подъезжая к перекрёстку с круговым движением, должен замедлить движение и изучить дорожную обстановку.                                                                    |
| 4.4.1       |             | Велосипедная дорожка                                            | Применяют для обозначения дорожки, по которой разрешается движение только велосипедов и мопедов. Но нужно помнить, что при отсутствии пешеходной дорожки или тротуара на велосипедной дорожке разрешается движение пешеходов.                                                                   |
| 4.4.2       |             | Конец велосипедной дорожки                                      | Отменяет действие знака 4.4.1. |
| 4.5.1       |             | Пешеходная дорожка                                              | Применяют для обозначения дорожек, предназначенных только для движения пешеходов. Основной знак устанавливают в начале пешеходной дорожки и повторяют его после каждого пересечения с дорогой. На пешеходной дорожке не место велосипедам, автомобилям и любыми другими транспортным средствам. |
| 4.5.2       |             | Пешеходная и велосипедная дорожка с совмещённым движением       | Обозначает велосипедную и пешеходную дорожку в одном проезде. |
| 4.5.3       |             | Конец пешеходной и велосипедной дорожки с совмещённым движением | Отменяет действие знака 4.5.2. |
| 4.5.4       |             | Пешеходная и велосипедная дорожка с разделением движения        | Движение пешеходов и велосипедистов разрешается только в направлении, указанном на знаке. 4.5.4 — левая полоса разрешает движение только велосипедистам, правая — пешеходам. 4.5.5 — левая полоса разрешает движение только пешеходам, правая — велосипедистам.                                 |
| 4.5.5       |             | Пешеходная и велосипедная дорожка с разделением движения        | Движение пешеходов и велосипедистов разрешается только в направлении, указанном на знаке. 4.5.4 — левая полоса разрешает движение только велосипедистам, правая — пешеходам. 4.5.5 — левая полоса разрешает движение только пешеходам, правая — велосипедистам.                                 |
| 4.5.6       |             | Конец пешеходной и велосипедной дорожки с разделением движения  | Отменяет действия знаков 4.5.4 и 4.5.5. |
| 4.5.7       |             | Конец пешеходной и велосипедной дорожки с разделением движения  | Отменяет действия знаков 4.5.4 и 4.5.5. |
| 4.6         |             | Ограничение минимальной скорости                                | На участке, где он установлен, нельзя двигаться со скоростью ниже той, что указано на знаке. Его устанавливают в тех местах, где дорога достаточно широка и позволяет ехать быстро. Знак помогает избежать заторов.                                                                             |
| 4.7         |             | Конец зоны ограничения минимальной скорости                     | Его можно встретить в конце скоростных шоссе. Увидев его, водитель может сбросить скорость ниже той, что указана на знаке. |
| 4.8.1       |             | Направление движения транспортных средств с опасными грузами    | Движение транспортных средств, оборудованных опознавательными знаками «Опасный груз», разрешается только в направлении, указанном на знаке. 4.8.1 — прямо 4.8.2 — направо 4.8.3 — налево |
| 4.8.2       |             | Направление движения транспортных средств с опасными грузами    | Движение транспортных средств, оборудованных опознавательными знаками «Опасный груз», разрешается только в направлении, указанном на знаке. 4.8.1 — прямо 4.8.2 — направо 4.8.3 — налево |
| 4.8.3       |             | Направление движения транспортных средств с опасными грузами    | Движение транспортных средств, оборудованных опознавательными знаками «Опасный груз», разрешается только в направлении, указанном на знаке. 4.8.1 — прямо 4.8.2 — направо 4.8.3 — налево |

### Знаки особых предписаний
Знаки особых предписаний вводят или отменяют определённые режимы движения.
Знаки 5.15.1 и 5.15.2, разрешающие поворот налево из крайней левой полосы, разрешают и разворот из этой полосы.
Действие знаков 5.15.1 и 5.15.2 не распространяется на маршрутные транспортные средства.
Действие знаков 5.15.1 и 5.15.2, установленных перед перекрёстком, распространяется на весь перекрёсток, если другие знаки 5.15.1 и 5.15.2, установленные на нём, не дают иных указаний.
| Номер знака | Изображение | Название                                                                          | Пояснение |
| ----------- | ----------- | --------------------------------------------------------------------------------- | --- |
| 5.1         |             | Автомагистраль                                                                    | Знак применяют для обозначения дорог со скоростным движением автомобилей. Они не имеют перекрёстков с другими дорогами. Его устанавливают в начале автомагистрали. Знак устанавливают: — в начале автомагистрали; — с табличкой 8.1.1 перед ближайшим к началу автомагистрали местом для разворота или перекрёстком; — с табличкой 8.1.3 или 8.1.4 перед съездами на автомагистраль на пересечениях в разных уровнях, перед ближайшим к автомагистрали пересечением с дорогой, переходящей далее в автомагистраль; — с табличкой 8.3.1 перед выездом на автомагистраль на примыкании в одном уровне; — с табличками 8.3.1, 8.3.2 перед выездом на автомагистраль, начинающуюся на пересечении в одном уровне. Повторные знаки 5.1 допускается устанавливать после въезда на автомагистраль. |
| 5.2         |             | Конец автомагистрали                                                              | Устанавливается в местах съезда с автомагистрали, а значит правила на предыдущем участке дороги теперь не действуют. Цифра указывает расстояние в метрах, через которое действие знака 5.1 закончится. Водитель должен быть готов сбросить скорость и приготовиться к возможному перестроению на другую полосу. |
| 5.3         |             | Дорога для автомобилей                                                            | Информирует участников дорожного движения, что впереди дорога, предназначенная для движения только автомобилей, автобусов и мотоциклов. |
| 5.4         |             | Конец дороги для автомобилей                                                      | Обычно устанавливается на съездах с автомагистрали. Он обозначает конец дороги, по которой могут передвигаться только автомобили, автобусы и мотоциклы. После этого знака водителям следует быть внимательными, на их пути могут оказаться пешеходы или велосипедисты. |
| 5.5         |             | Дорога с односторонним движением                                                  | Обозначает, что теперь на проезжей части машины двигаются строго в одном направлении. Его устанавливают в начале участка дороги. |
| 5.6         |             | Конец дороги с односторонним движением                                            | Информирует водителя о том, что дорога с односторонним движением закончилась. |
| 5.7.1       |             | Выезд на дорогу с односторонним движением                                         | Выезд на дорогу или проезжую часть с односторонним движением. |
| 5.7.2       |             | Выезд на дорогу с односторонним движением                                         | Выезд на дорогу или проезжую часть с односторонним движением. |
| 5.8         |             | Реверсивное движение                                                              | Встречается на дорогах, где направление движения одной из полос может меняться как в одну, так и в другую сторону. Водителям на полосе с реверсивным движением нужно быть особо внимательными. |
| 5.9         |             | Конец реверсивного движения                                                       | Обозначает конец участка дороги с реверсивным движением — так называется дорога, на которой есть полоса, где направление движения может меняться в обоих направлениях. |
| 5.10        |             | Выезд на дорогу с реверсивным движением                                           | Встречается на дорогах, где направление движения одной из полос может меняться как в одну, так и в другую сторону. Водителям на полосе с реверсивным движением нужно быть особо внимательными. |
| 5.11.1      |             | Дорога с полосой для маршрутных транспортных средств                              | Сообщает, что на дороге есть две полосы. По одной из них движение разрешено только общественному транспорту, по другой полосе автомобили могут двигаться только в одном направлении, указанном на знаке. |
| 5.11.2      |             | Дорога с полосой для велосипедистов                                               | Дорога, по которой движение велосипедистов и водителей мопедов осуществляется по специально выделенной полосе навстречу общему потоку транспортных средств. |
| 5.12.1      |             | Конец дороги с полосой для маршрутных транспортных средств                        | Отменяет действие знака 5.11.1. |
| 5.12.2      |             | Конец дороги с полосой для велосипедистов                                         | Отменяет действие знака 5.11.2. |
| 5.13.1      |             | Выезд на дорогу с полосой для маршрутных транспортных средств                     | Информирует о том, что водитель выезжает на дорогу с полосой для маршрутных транспортных средств. Занимать эту полосу движения могут только автобусы, троллейбусы и маршрутные такси. |
| 5.13.2      |             | Выезд на дорогу с полосой для маршрутных транспортных средств                     | Информирует о том, что водитель выезжает на дорогу с полосой для маршрутных транспортных средств. Занимать эту полосу движения могут только автобусы, троллейбусы и маршрутные такси. |
| 5.13.3      |             | Выезд на дорогу с полосой для велосипедистов                                      | Выезд на дорогу или на проезжую часть в который есть полоса для велосипедистов и мопедов. Для остальных ТС выезд на полосу для велосипедистов запрещён. Знак 5.13.3 запрещает поворот налево для остальных ТС. Знак 5.13.4 запрещает поворот направо для остальных ТС. |
| 5.13.4      |             | Выезд на дорогу с полосой для велосипедистов                                      | Выезд на дорогу или на проезжую часть в который есть полоса для велосипедистов и мопедов. Для остальных ТС выезд на полосу для велосипедистов запрещён. Знак 5.13.3 запрещает поворот налево для остальных ТС. Знак 5.13.4 запрещает поворот направо для остальных ТС. |
| 5.14.1      |             | Полоса для маршрутных транспортных средств                                        | Означает, что проезд по данной полосе разрешено только общественную транспорту, такому как: автобусу, троллейбусу и маршрутному такси. Действие знака распространяется на полосу, над которой он расположен. Действие знака, установленного справа от дороги, распространяется на правую полосу. |
| 5.14.2      |             | Полоса для велосипедистов                                                         | Обозначает полосу, предназначенную для движения велосипедистов. Действие знака распространяется на полосу, над которой он расположен. Действие знака, установленного справа от дороги, распространяется на правую полосу. |
| 5.14.3      |             | Конец полосы для маршрутных транспортных средств                                  | Отменяет действие знака 5.14.1. Действие знака распространяется на полосу, над которой он расположен. Действие знака, установленного справа от дороги, распространяется на правую полосу. |
| 5.14.4      |             | Конец полосы для велосипедистов                                                   | Отменяет действие знака 5.14.2. Действие знака распространяется на полосу, над которой он расположен. Действие знака, установленного справа от дороги, распространяется на правую полосу. |
| 5.15.1      |             | Направления движения по полосам                                                   | Число полос и разрешённые направления движения на каждой из них. Согласно дорожному знаку, размещённому в качестве примера, разрешено ехать направо, прямо, прямо и налево и разворот. Знак вне населённых пунктов на дорогах, имеющих перед перекрёстком не более трех, а в населенных пунктах — не более двух полос движения в данном направлении, допускается размещать справа от дороги, при этом устанавливают и предварительный знак 5.15.1. |
| 5.15.2      |             | Направления движения по полосе                                                    | Разрешают водителю двигаться в направлениях, указанных на знаках. |
| 5.15.3      |             | Начало полосы                                                                     | Сообщает о том, что впереди дорога станет шире на одну полосу. Как правило, он встречается на подъёмах либо перед съездами на другие дороги. Грузовой автомобиль с разрешённой максимальной массой свыше 3,5 т., то должен перестроиться на дополнительную полосу. Если на знаке, установленном перед дополнительной полосой, изображён знак 4.6, то водитель транспортного средства, который не может продолжать движения по основной полосе с указанной или большей скоростью, должен перестроиться на дополнительную полосу, расположенную справа от него. |
| 5.15.4      |             | Начало полосы                                                                     | Означает, что на дороге появляется ещё одна полоса, значит водители могут перестроиться и продолжить движение в другой полосе. Если на знаке 5.15.4 изображён знак, запрещающий движение каким-либо транспортным средствам, то движение этих транспортных средств по соответствующей полосе запрещается. |
| 5.15.5      |             | Конец полосы                                                                      | Сообщает о том, что одна из полос на дороге скоро закончится. Знак помогает водителям сориентироваться и заранее перестроиться, чтобы не оказаться на обочине или на полосе встречного движения. |
| 5.15.6      |             | Конец полосы                                                                      | Сообщает о том, что одна из полос на дороге скоро закончится. Знак помогает водителям сориентироваться и заранее перестроиться, чтобы не оказаться на обочине или на полосе встречного движения. |
| 5.15.7      |             | Направление движения по полосам                                                   | Если на знаке 5.15.7 изображён знак, запрещающий движение каким-либо транспортным средствам, то движение этих транспортных средств по соответствующей полосе запрещается. Знаки 5.15.7 с соответствующим числом стрелок могут применяться на дорогах с четырьмя и более полосами. |
| 5.15.8      |             | Число полос                                                                       | Указывает на количество полос на дороге, а также на режимы движения по каждой из них. |
| 5.16        |             | Место остановки автобуса и (или) троллейбуса                                      | Обозначает остановочный пункт автобуса и (или) троллейбуса, движущихся по установленным маршрутам, а также маршрутного такси. Водитель может остановиться для посадки — высадки пассажира, если не создаст помех маршрутным ТС. |
| 5.17        |             | Место остановки трамвая                                                           | Применяют для обозначения остановочных пунктов трамвая. Такой знак помогает ориентироваться пешеходам, пассажирам трамвая и водителям других транспортных средств, а значит дело должно быть согласовано и безопасно. |
| 5.18        |             | Место стоянки легковых такси                                                      | Сообщает о том, что поблизости находится место стоянки легковых такси. Как правило, он нужен пешеходам, которые хотят продолжить свой путь на автомобиле. |
| 5.19.1      |             | Пешеходный переход                                                                | Сообщает пешеходам, где они могут перейти дорогу, а водителям даёт понять, что необходимо сбросить скорость и быть осторожнее. Знак 5.19.1 устанавливают справа от дороги, знак 5.19.2 — слева. На дорогах с конструктивно выделенной разделительной полосой (полосами) знаки 5.19.1 и 5.19.2 устанавливают на разделительной полосе соответственно справа или слева от каждой проезжей части, при этом знак 5.19.1 устанавливают на такой разделительной полосе, если по ней организовано пешеходное движение вдоль проезжей части или пешеходный переход пересекает две и более разделительные полосы. |
| 5.19.2      |             | Пешеходный переход                                                                | |
| 5.19.3      |             | Диагональный пешеходный переход                                                   | Применяется для обозначения перекрёстков, на которых разрешён переход пешеходов по диагонали. Устанавливается перед диагональным пешеходным переходом и заменяет собой дорожные знаки 5.19.1, 5.19.2. |
| 5.19.4      |             | Диагональный пешеходный переход                                                   | Применяется для обозначения перекрёстков, на которых разрешён переход пешеходов по диагонали. Устанавливается перед диагональным пешеходным переходом и заменяет собой дорожные знаки 5.19.1, 5.19.2. |
| 5.20        |             | Искусственная неровность                                                          | Сообщает водителям о том, что впереди дорожное препятствие. Оно заставит сбросить скорость, потому что поблизости пешеходный переход. Знак устанавливается на ближайшей границе искусственной неровности относительно приближающихся транспортных средств. |
| 5.21        |             | Жилая зона                                                                        | Устанавливается на въездах в жилую зону, дворы к ней тоже относятся. Движение пешеходов разрешается как по тротуарам, так и по проезжей части. В жилой зоне пешеходы имеют преимущество, однако они не должны создавать необоснованные помехи для движения транспортных средств. |
| 5.22        |             | Конец жилой зоны                                                                  | Показывает, что водитель покидает жилую зону, которая относится к прилегающей территории. Поэтому он должен пропустить как пешеходов, так и другие машины, независимо от направления их движения. Допускается размещать на оборотной стороне знака 5.21. |
| 5.23.1      |             | Начало населённого пункта                                                         | Информирует водителя, что он въезжает в населённый пункт, а значит надо соблюдать скоростной режим и внимательно следить за дорогой, ведь здесь могут переходить пешеходы. Знак 5.23.2 устанавливают в случаях, когда требования Правил дорожного движения, регламентирующие порядок движения в населённых пунктах, необходимо ввести на участке дороги с застройкой, не входящей в какой-либо населённый пункт (дачные посёлки, отдельно стоящие предприятия, строящиеся объекты и т. п.). |
| 5.23.2      |             | Начало населённого пункта                                                         | Информирует водителя, что он въезжает в населённый пункт, а значит надо соблюдать скоростной режим и внимательно следить за дорогой, ведь здесь могут переходить пешеходы. Знак 5.23.2 устанавливают в случаях, когда требования Правил дорожного движения, регламентирующие порядок движения в населённых пунктах, необходимо ввести на участке дороги с застройкой, не входящей в какой-либо населённый пункт (дачные посёлки, отдельно стоящие предприятия, строящиеся объекты и т. п.). |
| 5.24.1      |             | Конец населённого пункта                                                          | Информирует водителя о том, что он выехал за пределы населённого пункта, указанного на знаке, а значит водитель может поменять свой скоростной режим и ехать быстрее. |
| 5.24.2      |             | Конец населённого пункта                                                          | Информирует водителя о том, что он выехал за пределы населённого пункта, указанного на знаке, а значит водитель может поменять свой скоростной режим и ехать быстрее. |
| 5.25        |             | Начало населённого пункта                                                         | Информирует водителя, что он въезжает в населённый пункт, а значит надо соблюдать скоростной режим и внимательно следить за дорогой, ведь здесь могут переходить пешеходы. |
| 5.26        |             | Конец населённого пункта                                                          | Информирует водителя о том, что он выехал за пределы населённого пункта, указанного на знаке, а значит водитель может поменять свой скоростной режим и ехать быстрее. |
| 5.27        |             | Зона с ограничением стоянки                                                       | Место, с которого начинается территория (участок дороги), где стоянка запрещена. |
| 5.28        |             | Конец зоны с ограничением стоянки                                                 | Отменяет действие знака 5.27. |
| 5.29        |             | Зона регулируемой стоянки                                                         | Обозначает некий участок дороги или территорию, на которых организована стоянка транспортных средств. Стоянка разрешена на обеих сторонах дороги до места установки знака 5.30 «Конец зоны регулируемой стоянки». |
| 5.30        |             | Конец зоны регулируемой стоянки                                                   | Отменяет действие знака 5.29. |
| 5.31        |             | Зона с ограничением максимальной скорости                                         | Место, с которого начинается территория (участок дороги), где ограничена максимальная скорость движения. |
| 5.32        |             | Конец зоны с ограничением максимальной скорости                                   | Отменяет действие знака 5.31. |
| 5.33        |             | Пешеходная зона                                                                   | Место, с которого начинается территория (участок дороги), на которой разрешено движение пешеходов, и в случаях, установленных пунктами 24.2 — 24.4 настоящих Правил, велосипедистов. |
| 5.34        |             | Конец пешеходной зоны                                                             | Отменяет действие знака 5.33. |
| 5.35        |             | Зона с ограничением экологического класса механических транспортных средств       | Место, с которого начинается территория (участок дороги), где запрещено движение механических транспортных средств, экологический класс которых указан в регистрационных документах на эти транспортные средства, ниже экологического класса, указанного на знаке. |
| 5.36        |             | Конец зоны с ограничением экологического класса механических транспортных средств | Отменяет действие знака 5.35. |
| 5.37        |             | Зона с ограничением экологического класса по видам транспортных средств           | Место, с которого начинается территория (участок дороги), где запрещено движение указанных на знаке видов транспортных средств, экологический класс которых указан в регистрационных документах на эти транспортные средства ниже экологического класса, указанного на знаке. |
| 5.38        |             | Конец зоны с ограничением экологического класса по видам транспортных средств     | Отменяет действие знака 5.37. |
| 5.39        |             | Велосипедная зона                                                                 | Место, с которого начинается территория (участок дороги), на которой организовано движение велосипедов, а также разрешается движение пешеходов на тротуаре. |
| 5.40        |             | Конец велосипедной зоны                                                           | Отменяет действие знака 5.39. |

Действие знаков 5.35 и 5.37 не распространяется на механические транспортные средства Вооружённых сил Российской Федерации, полиции, аварийно-спасательных служб и формирований, пожарной охраны, скорой медицинской помощи, аварийной службы газовой сети и механические транспортные средства организаций федеральной почтовой связи, имеющие на боковой поверхности белую диагональную полосу на синем фоне.

### Информационные знаки
Информационные знаки информируют о расположении населённых пунктов и других объектов, а также об установленных или о рекомендуемых режимах движения.
| Номер знака | Изображение | Название                                                                               | Пояснение |
| ----------- | ----------- | -------------------------------------------------------------------------------------- | --- |
| 6.1         |             | Общие ограничения максимальной скорости                                                | Общие ограничения скорости, установленные Правилами дорожного движения Российской Федерации. |
| 6.2         |             | Рекомендуемая скорость                                                                 | Предлагает водителям оптимальный скоростной режим для данного участка, однако он носит не ограничительный, а рекомендательный характер. Зона действия знака распространяется до ближайшего перекрёстка, а при применении знака 6.2 совместно с предупреждающим знаком определяется протяжённостью опасного участка. Знак также действует до знака 6.2 с иным числовым значением. |
| 6.3.1       |             | Место для разворота                                                                    | Указывает водителям место, где они могут развернуть свой автомобиль и проследовать в обратном направлении. |
| 6.3.2       |             | Зона для разворота                                                                     | Информирует о том, что впереди участок дороги, где можно развернуться и продолжить движение в обратном направлении. Водителю, которому нужно развернуться, увидев этот знак, должен перестроиться в крайний левый ряд и сбросить скорость. |
| 6.4         |             | Парковка (парковочное место) Парковка (платные услуги) Парковка (только для инвалидов) | Указывает место, где стоянка разрешена. Водители могут смело оставлять свои автомобили, не опасаясь штрафа за неправильную парковку. На дорогах вне населённых пунктов предварительный дорожный знак 6.4 с табличкой 8.1.1 устанавливают на расстоянии 400—800 м от площадки, предназначенной для стоянки. Принимается для расположения парковки, где надо заплатить. Указывает на место стоянки, которое предназначено для инвалидов или перевозок инвалидов — в таких случаях установлен знак «Инвалид».                                                   |
| 6.5         |             | Полоса аварийной остановки                                                             | Показывает водителю место, где можно остановиться и исправить поломку автомобиля. |
| 6.6         |             | Подземный пешеходный переход                                                           | Информирует участников дорожного движения о наличии подземного пешеходного перехода. |
| 6.7         |             | Надземный пешеходный переход                                                           | Информирует участников дорожного движения о наличии надземного пешеходного перехода. |
| 6.8.1       |             | Тупик                                                                                  | Информирует о том, что дорога заканчивается. Знак бывает трёх видов, в зависимости от направления, в котором находится тупик. |
| 6.8.2       |             | Тупик                                                                                  | Информирует о том, что дорога заканчивается. Знак бывает трёх видов, в зависимости от направления, в котором находится тупик. |
| 6.8.3       |             | Тупик                                                                                  | Информирует о том, что дорога заканчивается. Знак бывает трёх видов, в зависимости от направления, в котором находится тупик. |
| 6.9.1       |             | Предварительный указатель направлений                                                  | Направления движения к обозначенным на знаке населённым пунктам и другим объектам. На знаках могут быть нанесены изображения знака 6.14.1, символы автомагистрали, аэропорта и иные пиктограммы. На знаке 6.9.1 могут быть нанесены изображения других знаков, информирующих об особенностях движения. В нижней части знака 6.9.1 указывается расстояние от места установки знака до перекрёстка или начала полосы торможения. Знак 6.9.1 применяется также для указания объезда участков дорог, на которых установлен один из запрещающих знаков 3.11—3.15. |
| 6.9.2       |             | Предварительный указатель направления                                                  | Направления движения к обозначенным на знаке населённым пунктам и другим объектам. На знаках могут быть нанесены изображения знака 6.14.1, символы автомагистрали, аэропорта и иные пиктограммы. На знаке 6.9.1 могут быть нанесены изображения других знаков, информирующих об особенностях движения. В нижней части знака 6.9.1 указывается расстояние от места установки знака до перекрёстка или начала полосы торможения. Знак 6.9.1 применяется также для указания объезда участков дорог, на которых установлен один из запрещающих знаков 3.11—3.15. |
| 6.9.3       |             | Схема движения                                                                         | Указывает маршрут движения при запрещении отдельных манёвров. Знак устанавливают непосредственно перед перекрёстком. Предварительный знак 6.9.3 допускается устанавливать в населённых пунктах на расстоянии 50-100 м, вне населённых пунктов — на расстоянии 150—300 м от перекрестка. |
| 6.10.1      |             | Указатель направлений                                                                  | Направления движения к пунктам маршрута. На знаках может быть указано расстояние до обозначенных на нём объектов (км), нанесены символы автомагистрали, аэропорта и иные пиктограммы. |
| 6.10.2      |             | Указатель направления                                                                  | Направления движения к пунктам маршрута. На знаках может быть указано расстояние до обозначенных на нём объектов (км), нанесены символы автомагистрали, аэропорта и иные пиктограммы. |
| 6.11        |             | Наименование объекта                                                                   | Наименование объекта иного, чем населённый пункт (речка, озеро, перевал, достопримечательность и тому подобное). |
| 6.12        |             | Указатель расстояний                                                                   | Расстояние (в километрах) до населённых пунктов, расположенных на маршруте. Знаки устанавливают на выезде из городов. |
| 6.13        |             | Километровый знак                                                                      | Применяют для указания расстояния от места его установки до начального или конечного пункта дороги. Устанавливают такой знак через каждый километр. |
| 6.14.1      |             | Номер маршрута                                                                         | Номер, присвоенный дороге (маршруту). Знак 6.14.1 устанавливают в начале дороги (маршрута) и повторяют через 10-15 км. |
| 6.14.2      |             | Номер маршрута                                                                         | Номер и направление дороги (маршрута). Знак 6.14.2 устанавливают перед перекрёстком для указания направления и номера дороги (маршрута), а также для указания номера дороги (маршрута) пересекаемой дороги, если перед перекрёстком не установлены знаки 6.9.1, 6.9.2, 6.10.1, 6.10.2. |
| 6.15.1      |             | Направление движения для грузовых автомобилей                                          | Направление движения рекомендуется для грузовых автомобилей, тракторов и самоходных машин, если на перекрёстке их движение в одном из направлений запрещено. На другие транспортные средства этот знак не распространяется. Знак устанавливают перед перекрёстком в начале рекомендуемого маршрута и на протяжении маршрута перед каждым перекрёстком. |
| 6.15.2      |             | Направление движения для грузовых автомобилей                                          | Направление движения рекомендуется для грузовых автомобилей, тракторов и самоходных машин, если на перекрёстке их движение в одном из направлений запрещено. На другие транспортные средства этот знак не распространяется. Знак устанавливают перед перекрёстком в начале рекомендуемого маршрута и на протяжении маршрута перед каждым перекрёстком. |
| 6.15.3      |             | Направление движения для грузовых автомобилей                                          | Направление движения рекомендуется для грузовых автомобилей, тракторов и самоходных машин, если на перекрёстке их движение в одном из направлений запрещено. На другие транспортные средства этот знак не распространяется. Знак устанавливают перед перекрёстком в начале рекомендуемого маршрута и на протяжении маршрута перед каждым перекрёстком. |
| 6.16        |             | Стоп-линия                                                                             | Применяют для указания места остановки транспортных средств на регулируемых перекрёстках. Его устанавливают справа от дороги или над проезжей частью. |
| 6.17        |             | Схема объезда                                                                          | Используется для указания маршрута объезда временно закрытого участка дороги. Знак устанавливается предварительно перед перекрёстком, с которого возможен объезд. |
| 6.18.1      |             | Направление объезда                                                                    | Указывают водителю направление объезда участка дороги, временно закрытого для движения. |
| 6.18.2      |             | Направление объезда                                                                    | Указывают водителю направление объезда участка дороги, временно закрытого для движения. |
| 6.18.3      |             | Направление объезда                                                                    | Указывают водителю направление объезда участка дороги, временно закрытого для движения. |
| 6.19.1      |             | Предварительный указатель перестроения на другую проезжую часть                        | Направление объезда закрытого для движения участка проезжей части на дороге с разделительной полосой или направление движения для возвращения на правую проезжую часть. |
| 6.19.2      |             | Предварительный указатель перестроения на другую проезжую часть                        | Направление объезда закрытого для движения участка проезжей части на дороге с разделительной полосой или направление движения для возвращения на правую проезжую часть. |
| 6.20.1      |             | Аварийный выход                                                                        | Указывает место в тоннеле, где находится аварийный выход. |
| 6.20.2      |             | Аварийный выход                                                                        | Указывает место в тоннеле, где находится аварийный выход. |
| 6.21.1      |             | Направление движения к аварийному выходу                                               | Указывает направление к аварийному выходу и расстояние до него. |
| 6.21.2      |             | Направление движения к аварийному выходу                                               | Указывает направление к аварийному выходу и расстояние до него. |
| 6.22        |             | Фотовидеофиксация                                                                      | Указывает на зону контроля работающих в автоматическом режиме стационарных и передвижных специальных технических средств, имеющих функции фото- и киносъёмки, видеозаписи для фиксации нарушений правил дорожного движения. Устанавливается вне населённого пункта на расстоянии 150—300 м до зоны контроля, в населённом пункте — со знаками 5.23.1, 5.23.2, 5.25. При необходимости знак 6.22 применяется с табличками 8.1.1, 8.1.3 и 8.1.4 с расстоянием до этого знака.                                                                                  |

### Знаки сервиса
Знаки сервиса информируют о расположении соответствующих объектов. Предварительные знаки сервиса вне населённых пунктов устанавливают за 400—800 м, а при необходимости за 15-20 км и 60-80 км до объекта, у мест поворота к ним (перекрёстков), если они расположены в стороне от дороги. На предварительных знаках сервиса указывают расстояние до объекта. При указании расстояний на предварительных знаках сервиса, информирующих об объектах, расположенных в стороне от дороги и устанавливаемых за 15-20 км, 60-80 км, необходимо учитывать расстояние от места поворота (перекрёстка) до объекта.
Предварительные знаки сервиса в населённых пунктах допускается устанавливать за 100—150 м до объекта и на ближайших к нему местах поворота (перекрёстках). При размещении на знаках сервиса дополнительной информации (адреса, номера телефона, видов оказываемых услуг и т. п.) расстояние до объекта, время работы указывают на знаках дополнительной информации.
| Номер знака | Изображение | Название                                                            | Пояснение |
| ----------- | ----------- | ------------------------------------------------------------------- | --- |
| 7.1         |             | Пункт медицинской помощи                                            | Информирует водителям о том, что впереди расположен обычный пункт первой помощи, не на ряде с обслуживанием в искусстве работы, такой знак можно устанавливать. |
| 7.2         |             | Больница                                                            | Информирует участникам движения о том, что впереди расположена больница. Бывает, что водителю или пассажиру требуется срочно медицинская помощь, в таком случае нужно искать этот знак. |
| 7.3         |             | Автозаправочная станция                                             | Информирует участников дорожного движения о том, что впереди автозаправочная станция (АЗС). Знак можно встретить у АЗС, где он установлен. |
| 7.4         |             | Техническое обслуживание автомобилей                                | Указывает водителям место, где можно провести техническое обслуживание автомобиля, например, подкачать колёса или устранить неполадки двигателя. |
| 7.5         |             | Мойка автомобилей                                                   | Информирует водителей о том, что в данном месте находится мойка для автомобилей, на которой можно отмыть своё транспортное средство от дорожной грязи или пыли. |
| 7.6         |             | Телефон                                                             | Указывает место, где находится телефонная будка. |
| 7.7         |             | Пункт питания                                                       | Информирует о том, что впереди расположен пункт любого общественного питания (столовая, кафе, рестораны и т. п.). |
| 7.8         |             | Питьевая вода                                                       | Информирует участников дорожного движения о наличии питьевой воды в указанном месте. |
| 7.9         |             | Гостиница или мотель                                                | Информирует всем участникам о том, что впереди находится любая гостиница или мотель. Водители должны стоять на автостоянке у гостиницы, где они стоят в указанном месте. |
| 7.10        |             | Кемпинг                                                             | Указывает место для размещения кемпинга и стоянка для перевозки автотуристов и прицепов. |
| 7.11        |             | Место отдыха                                                        | Информирует участников дорожного движения о том, что впереди есть оборудованное место, где можно остановиться и отдохнуть. |
| 7.12        |             | Пост ДПС                                                            | Информирует о расположении поста ДПС. Он устанавливается у контрольного пункта при въезде на патрульный пост. |
| 7.13        |             | Полиция                                                             | Информирует участников дорожного движения о расположении опорного пункта, отдела или управления полиции, куда можно обратиться за помощью в трудной ситуации. До 2011 года на знаке было написано «Милиция». В связи с переименованием милиции в полицию слово «Милиция» было заменено на «Полиция». |
| 7.14.1      |             | Пункт таможенного контроля                                          | Указывает на начало пункта таможенного контроля. |
| 7.14.2      |             | Пункт транспортного контроля                                        | Указывает на начало пункта транспортного контроля. |
| 7.15        |             | Зона приёма радиостанции, передающей информацию о дорожном движении | Указывает на начало участка дороги, на котором осуществляется приём передач радиостанции на частоте, указанной на знаке. Знак устанавливают в начале такого участка и повторяют на протяжении участка через каждые 20 км.                                                                            |
| 7.16        |             | Зона радиосвязи с аварийными службами                               | Указывает на начало участка дороги, на котором действует система радиосвязи с аварийными службами в гражданском диапазоне 27 МГц. |
| 7.17        |             | Бассейн или пляж                                                    | Информирует о специально оборудованном месте для купания. |
| 7.18        |             | Туалет                                                              | Обозначает место для размещения специально оборудованного общественного туалета. |
| 7.19        |             | Телефон экстренной связи                                            | Информирует о рассмотрении телефона экстренной связи. |
| 7.20        |             | Огнетушитель                                                        | Указывает место, где находится огнетушитель. |
| 7.21        |             | Автозаправочная станция с возможностью зарядки электромобилей       | Информирует о нахождении автозаправочной станции для электромобилей. |

### Знаки дополнительной информации (таблички)
Знаки дополнительной информации (таблички) уточняют или ограничивают действие знаков, с которыми они применены, либо содержат иную информацию для участников дорожного движения.
| Номер знака | Изображение | Название                                                     | Пояснение |
| ----------- | ----------- | ------------------------------------------------------------ | --- |
| 8.1.1       |             | Расстояние до объекта                                        | Указывает расстояние от знака до начала опасного участка, места введения соответствующего ограничения или определённого объекта, находящегося впереди по ходу движения. |
| 8.1.2       |             | Расстояние до объекта                                        | Указывает расстояние от знака 2.4 до перекрёстка в случае, если непосредственно перед перекрёстком установлен знак 2.5. |
| 8.1.3       |             | Расстояние до объекта                                        | Указывает расстояние до объекта, находящегося в стороне от дороги. |
| 8.1.4       |             | Расстояние до объекта                                        | Указывает расстояние до объекта, находящегося в стороне от дороги. |
| 8.2.1       |             | Зона действия                                                | Указывает протяжённость опасного участка дороги, обозначенного предупреждающими знаками, или зону действия запрещающих знаков, а также знаков 5.16, 6.2 и 6.4. |
| 8.2.2       |             | Зона действия                                                | Указывает зону действия запрещающих знаков 3.27—3.30. |
| 8.2.3       |             | Зона действия                                                | Указывает конец зоны действия знаков 3.27—3.30. |
| 8.2.4       |             | Зона действия                                                | Информирует водителей о нахождении их в зоне действия знаков 3.27—3.30. |
| 8.2.5       |             | Зона действия                                                | Указывают направление и зону действия знаков 3.27—3.30 при запрещении остановки или стоянки вдоль одной стороны площади, фасада здания и тому подобное. |
| 8.2.6       |             | Зона действия                                                | Указывают направление и зону действия знаков 3.27—3.30 при запрещении остановки или стоянки вдоль одной стороны площади, фасада здания и тому подобное. |
| 8.3.1       |             | Направления действия                                         | Указывают направления действия знаков, установленных перед перекрёстком или направления движения к обозначенным объектам, находящимся непосредственно у дороги. Допускается применение табличек 8.3.1 и 8.3.2 со знаком 6.4 для указания расположения стояночной площадки относительно дороги, если она удалена от края проезжей части не более чем на 10 м. |
| 8.3.2       |             | Направления действия                                         | Указывают направления действия знаков, установленных перед перекрёстком или направления движения к обозначенным объектам, находящимся непосредственно у дороги. Допускается применение табличек 8.3.1 и 8.3.2 со знаком 6.4 для указания расположения стояночной площадки относительно дороги, если она удалена от края проезжей части не более чем на 10 м. |
| 8.3.3       |             | Направления действия                                         | Указывают направления действия знаков, установленных перед перекрёстком или направления движения к обозначенным объектам, находящимся непосредственно у дороги. Допускается применение табличек 8.3.1 и 8.3.2 со знаком 6.4 для указания расположения стояночной площадки относительно дороги, если она удалена от края проезжей части не более чем на 10 м. |
| 8.4.1       |             | Вид транспортного средства                                   | Указывает группу автомобилей, на которую распространяется действие дорожного знака, установленного над табличкой. Табличка 8.4.1 распространяет действие знака на грузовые автомобили, в том числе и с прицепом, с разрешённой максимальной массой более 3,5 т. Табличка 8.4.2 — на грузовые автомобили, в том числе и с прицепом, с разрешённой максимальной массой свыше 3,5 т. Табличка 8.4.3.1 — на электромобили и гибридные автомобили, имеющие возможность зарядки от внешнего источника Табличка 8.4.3.2 — на легковые автомобили, а также на грузовые автомобили с разрешённой максимальной массой до 3,5 т. Табличка 8.4.7.2 — на лиц, использующих для передвижения средства индивидуальной мобильности. Табличка 8.4.8 — на транспортные средства, оборудованные опознавательными знаками (информационными табличками) «Опасный груз». |
| 8.4.2       |             | Вид транспортного средства                                   | Указывает группу автомобилей, на которую распространяется действие дорожного знака, установленного над табличкой. Табличка 8.4.1 распространяет действие знака на грузовые автомобили, в том числе и с прицепом, с разрешённой максимальной массой более 3,5 т. Табличка 8.4.2 — на грузовые автомобили, в том числе и с прицепом, с разрешённой максимальной массой свыше 3,5 т. Табличка 8.4.3.1 — на электромобили и гибридные автомобили, имеющие возможность зарядки от внешнего источника Табличка 8.4.3.2 — на легковые автомобили, а также на грузовые автомобили с разрешённой максимальной массой до 3,5 т. Табличка 8.4.7.2 — на лиц, использующих для передвижения средства индивидуальной мобильности. Табличка 8.4.8 — на транспортные средства, оборудованные опознавательными знаками (информационными табличками) «Опасный груз». |
| 8.4.3.1     |             | Вид транспортного средства                                   | Указывает группу автомобилей, на которую распространяется действие дорожного знака, установленного над табличкой. Табличка 8.4.1 распространяет действие знака на грузовые автомобили, в том числе и с прицепом, с разрешённой максимальной массой более 3,5 т. Табличка 8.4.2 — на грузовые автомобили, в том числе и с прицепом, с разрешённой максимальной массой свыше 3,5 т. Табличка 8.4.3.1 — на электромобили и гибридные автомобили, имеющие возможность зарядки от внешнего источника Табличка 8.4.3.2 — на легковые автомобили, а также на грузовые автомобили с разрешённой максимальной массой до 3,5 т. Табличка 8.4.7.2 — на лиц, использующих для передвижения средства индивидуальной мобильности. Табличка 8.4.8 — на транспортные средства, оборудованные опознавательными знаками (информационными табличками) «Опасный груз». |
| 8.4.3.2     |             | Вид транспортного средства                                   | Указывает группу автомобилей, на которую распространяется действие дорожного знака, установленного над табличкой. Табличка 8.4.1 распространяет действие знака на грузовые автомобили, в том числе и с прицепом, с разрешённой максимальной массой более 3,5 т. Табличка 8.4.2 — на грузовые автомобили, в том числе и с прицепом, с разрешённой максимальной массой свыше 3,5 т. Табличка 8.4.3.1 — на электромобили и гибридные автомобили, имеющие возможность зарядки от внешнего источника Табличка 8.4.3.2 — на легковые автомобили, а также на грузовые автомобили с разрешённой максимальной массой до 3,5 т. Табличка 8.4.7.2 — на лиц, использующих для передвижения средства индивидуальной мобильности. Табличка 8.4.8 — на транспортные средства, оборудованные опознавательными знаками (информационными табличками) «Опасный груз». |
| 8.4.4       |             | Вид транспортного средства                                   | Указывает группу автомобилей, на которую распространяется действие дорожного знака, установленного над табличкой. Табличка 8.4.1 распространяет действие знака на грузовые автомобили, в том числе и с прицепом, с разрешённой максимальной массой более 3,5 т. Табличка 8.4.2 — на грузовые автомобили, в том числе и с прицепом, с разрешённой максимальной массой свыше 3,5 т. Табличка 8.4.3.1 — на электромобили и гибридные автомобили, имеющие возможность зарядки от внешнего источника Табличка 8.4.3.2 — на легковые автомобили, а также на грузовые автомобили с разрешённой максимальной массой до 3,5 т. Табличка 8.4.7.2 — на лиц, использующих для передвижения средства индивидуальной мобильности. Табличка 8.4.8 — на транспортные средства, оборудованные опознавательными знаками (информационными табличками) «Опасный груз». |
| 8.4.5       |             | Вид транспортного средства                                   | Указывает группу автомобилей, на которую распространяется действие дорожного знака, установленного над табличкой. Табличка 8.4.1 распространяет действие знака на грузовые автомобили, в том числе и с прицепом, с разрешённой максимальной массой более 3,5 т. Табличка 8.4.2 — на грузовые автомобили, в том числе и с прицепом, с разрешённой максимальной массой свыше 3,5 т. Табличка 8.4.3.1 — на электромобили и гибридные автомобили, имеющие возможность зарядки от внешнего источника Табличка 8.4.3.2 — на легковые автомобили, а также на грузовые автомобили с разрешённой максимальной массой до 3,5 т. Табличка 8.4.7.2 — на лиц, использующих для передвижения средства индивидуальной мобильности. Табличка 8.4.8 — на транспортные средства, оборудованные опознавательными знаками (информационными табличками) «Опасный груз». |
| 8.4.6       |             | Вид транспортного средства                                   | Указывает группу автомобилей, на которую распространяется действие дорожного знака, установленного над табличкой. Табличка 8.4.1 распространяет действие знака на грузовые автомобили, в том числе и с прицепом, с разрешённой максимальной массой более 3,5 т. Табличка 8.4.2 — на грузовые автомобили, в том числе и с прицепом, с разрешённой максимальной массой свыше 3,5 т. Табличка 8.4.3.1 — на электромобили и гибридные автомобили, имеющие возможность зарядки от внешнего источника Табличка 8.4.3.2 — на легковые автомобили, а также на грузовые автомобили с разрешённой максимальной массой до 3,5 т. Табличка 8.4.7.2 — на лиц, использующих для передвижения средства индивидуальной мобильности. Табличка 8.4.8 — на транспортные средства, оборудованные опознавательными знаками (информационными табличками) «Опасный груз». |
| 8.4.7.1     |             | Вид транспортного средства                                   | Указывает группу автомобилей, на которую распространяется действие дорожного знака, установленного над табличкой. Табличка 8.4.1 распространяет действие знака на грузовые автомобили, в том числе и с прицепом, с разрешённой максимальной массой более 3,5 т. Табличка 8.4.2 — на грузовые автомобили, в том числе и с прицепом, с разрешённой максимальной массой свыше 3,5 т. Табличка 8.4.3.1 — на электромобили и гибридные автомобили, имеющие возможность зарядки от внешнего источника Табличка 8.4.3.2 — на легковые автомобили, а также на грузовые автомобили с разрешённой максимальной массой до 3,5 т. Табличка 8.4.7.2 — на лиц, использующих для передвижения средства индивидуальной мобильности. Табличка 8.4.8 — на транспортные средства, оборудованные опознавательными знаками (информационными табличками) «Опасный груз». |
| 8.4.7.2     |             | Вид транспортного средства                                   | Указывает группу автомобилей, на которую распространяется действие дорожного знака, установленного над табличкой. Табличка 8.4.1 распространяет действие знака на грузовые автомобили, в том числе и с прицепом, с разрешённой максимальной массой более 3,5 т. Табличка 8.4.2 — на грузовые автомобили, в том числе и с прицепом, с разрешённой максимальной массой свыше 3,5 т. Табличка 8.4.3.1 — на электромобили и гибридные автомобили, имеющие возможность зарядки от внешнего источника Табличка 8.4.3.2 — на легковые автомобили, а также на грузовые автомобили с разрешённой максимальной массой до 3,5 т. Табличка 8.4.7.2 — на лиц, использующих для передвижения средства индивидуальной мобильности. Табличка 8.4.8 — на транспортные средства, оборудованные опознавательными знаками (информационными табличками) «Опасный груз». |
| 8.4.8       |             | Вид транспортного средства                                   | Указывает группу автомобилей, на которую распространяется действие дорожного знака, установленного над табличкой. Табличка 8.4.1 распространяет действие знака на грузовые автомобили, в том числе и с прицепом, с разрешённой максимальной массой более 3,5 т. Табличка 8.4.2 — на грузовые автомобили, в том числе и с прицепом, с разрешённой максимальной массой свыше 3,5 т. Табличка 8.4.3.1 — на электромобили и гибридные автомобили, имеющие возможность зарядки от внешнего источника Табличка 8.4.3.2 — на легковые автомобили, а также на грузовые автомобили с разрешённой максимальной массой до 3,5 т. Табличка 8.4.7.2 — на лиц, использующих для передвижения средства индивидуальной мобильности. Табличка 8.4.8 — на транспортные средства, оборудованные опознавательными знаками (информационными табличками) «Опасный груз». |
| 8.4.9       |             | Кроме вида транспортного средства                            | Указывают вид транспортного средства, на который не распространяется действие знака. Табличка 8.4.14 не распространяет действие знака на транспортные средства, используемые в качестве легкового такси. Табличка 8.4.16 не распространяет действие знака на лиц, использующих для передвижения средства индивидуальной мобильности. |
| 8.4.10      |             | Кроме вида транспортного средства                            | Указывают вид транспортного средства, на который не распространяется действие знака. Табличка 8.4.14 не распространяет действие знака на транспортные средства, используемые в качестве легкового такси. Табличка 8.4.16 не распространяет действие знака на лиц, использующих для передвижения средства индивидуальной мобильности. |
| 8.4.11      |             | Кроме вида транспортного средства                            | Указывают вид транспортного средства, на который не распространяется действие знака. Табличка 8.4.14 не распространяет действие знака на транспортные средства, используемые в качестве легкового такси. Табличка 8.4.16 не распространяет действие знака на лиц, использующих для передвижения средства индивидуальной мобильности. |
| 8.4.12      |             | Кроме вида транспортного средства                            | Указывают вид транспортного средства, на который не распространяется действие знака. Табличка 8.4.14 не распространяет действие знака на транспортные средства, используемые в качестве легкового такси. Табличка 8.4.16 не распространяет действие знака на лиц, использующих для передвижения средства индивидуальной мобильности. |
| 8.4.13      |             | Кроме вида транспортного средства                            | Указывают вид транспортного средства, на который не распространяется действие знака. Табличка 8.4.14 не распространяет действие знака на транспортные средства, используемые в качестве легкового такси. Табличка 8.4.16 не распространяет действие знака на лиц, использующих для передвижения средства индивидуальной мобильности. |
| 8.4.14      |             | Кроме вида транспортного средства                            | Указывают вид транспортного средства, на который не распространяется действие знака. Табличка 8.4.14 не распространяет действие знака на транспортные средства, используемые в качестве легкового такси. Табличка 8.4.16 не распространяет действие знака на лиц, использующих для передвижения средства индивидуальной мобильности. |
| 8.4.15      |             | Кроме вида транспортного средства                            | Указывают вид транспортного средства, на который не распространяется действие знака. Табличка 8.4.14 не распространяет действие знака на транспортные средства, используемые в качестве легкового такси. Табличка 8.4.16 не распространяет действие знака на лиц, использующих для передвижения средства индивидуальной мобильности. |
| 8.4.16      |             | Кроме вида транспортного средства                            | Указывают вид транспортного средства, на который не распространяется действие знака. Табличка 8.4.14 не распространяет действие знака на транспортные средства, используемые в качестве легкового такси. Табличка 8.4.16 не распространяет действие знака на лиц, использующих для передвижения средства индивидуальной мобильности. |
| 8.5.1       |             | Субботние, воскресные и праздничные дни                      | Применяют для указания дней недели, когда действует знак, установленный вместе с этой табличкой. |
| 8.5.2       |             | Рабочие дни                                                  | Применяют для указания дней недели, когда действует знак, установленный вместе с этой табличкой. |
| 8.5.3       |             | Дни недели                                                   | Применяют для указания дней недели, когда действует знак, установленный вместе с этой табличкой. |
| 8.5.4       |             | Время действия                                               | Указывает время суток, в течение которого действует знак. |
| 8.5.5       |             | Время действия                                               | Указывают дни недели и время суток, в течение которых действует знак. |
| 8.5.6       |             | Время действия                                               | Указывают дни недели и время суток, в течение которых действует знак. |
| 8.5.7       |             | Время действия                                               | Указывают дни недели и время суток, в течение которых действует знак. |
| 8.6.1       |             | Способ постановки транспортного средства на стоянку          | Таблички могут приниматься совместно только с одним дорожным знаком «Место стоянки». Они подскажут водителю, какой транспорт и каким способом нужно припарковать в данном месте. |
| 8.6.2       |             | Способ постановки транспортного средства на стоянку          | Таблички могут приниматься совместно только с одним дорожным знаком «Место стоянки». Они подскажут водителю, какой транспорт и каким способом нужно припарковать в данном месте. |
| 8.6.3       |             | Способ постановки транспортного средства на стоянку          | Таблички могут приниматься совместно только с одним дорожным знаком «Место стоянки». Они подскажут водителю, какой транспорт и каким способом нужно припарковать в данном месте. |
| 8.6.4       |             | Способ постановки транспортного средства на стоянку          | Таблички могут приниматься совместно только с одним дорожным знаком «Место стоянки». Они подскажут водителю, какой транспорт и каким способом нужно припарковать в данном месте. |
| 8.6.5       |             | Способ постановки транспортного средства на стоянку          | Таблички могут приниматься совместно только с одним дорожным знаком «Место стоянки». Они подскажут водителю, какой транспорт и каким способом нужно припарковать в данном месте. |
| 8.6.6       |             | Способ постановки транспортного средства на стоянку          | Таблички могут приниматься совместно только с одним дорожным знаком «Место стоянки». Они подскажут водителю, какой транспорт и каким способом нужно припарковать в данном месте. |
| 8.6.7       |             | Способ постановки транспортного средства на стоянку          | Таблички могут приниматься совместно только с одним дорожным знаком «Место стоянки». Они подскажут водителю, какой транспорт и каким способом нужно припарковать в данном месте. |
| 8.6.8       |             | Способ постановки транспортного средства на стоянку          | Таблички могут приниматься совместно только с одним дорожным знаком «Место стоянки». Они подскажут водителю, какой транспорт и каким способом нужно припарковать в данном месте. |
| 8.6.9       |             | Способ постановки транспортного средства на стоянку          | Таблички могут приниматься совместно только с одним дорожным знаком «Место стоянки». Они подскажут водителю, какой транспорт и каким способом нужно припарковать в данном месте. |
| 8.7         |             | Стоянка с неработающим двигателем                            | Эту табличку применяют со знаком «Место стоянки» для запрещения стоянки транспортных средств с работающим двигателем. |
| 8.8         |             | Платные услуги                                               | Указывает, что услуги предоставляются только за плату. |
| 8.9.1       |             | Ограничение продолжительности стоянки                        | Указывает максимальную продолжительность пребывания транспортного средства на стоянке, обозначенной знаком 6.4. |
| 8.9.2       |             | Стоянка только для владельцев парковочных разрешений         | Указывает, что на парковке, обозначенной знаком 6.4, могут размещаться только транспортные средства, владельцы которых имеют разрешение на парковку, полученное в установленном органами исполнительной власти субъекта Российской Федерации или органами местного самоуправления порядке и действующее в пределах территории, границы которой установлены соответствующими органами исполнительной власти субъекта Российской Федерации или органами местного самоуправления. |
| 8.9.3       |             | Стоянка только транспортных средств дипломатического корпуса | Указывает, что на парковке (парковочном месте), обозначенной знаком 6.4, могут размещаться только транспортные средства аккредитованных дипломатических представительств, консульских учреждений, международных (межгосударственных) организаций и представительств таких организаций, имеющие государственные регистрационные знаки, применяемые для обозначения таких транспортных средств. |
| 8.10        |             | Место для осмотра автомобилей                                | Эту табличку применяют для указания наличия эстакады или смотровой канавы на стояночных площадках или в местах отдыха. |
| 8.11        |             | Ограничение разрешённой максимальной массы                   | Указывает, что действие знака распространяется только на транспортные средства с разрешённой максимальной массой, превышающей указанную на табличке. |
| 8.12        |             | Опасная обочина                                              | Предупреждает, что съезд на обочину опасен в связи с проведением на ней ремонтных работ. Применяется со знаком 1.25. |
| 8.13        |             | Направление главной дороги                                   | Указывает направление главной дороги на перекрёстке. |
| 8.14        |             | Полоса движения                                              | Указывает полосу движения или полосу для велосипедистов, на которую распространяется действие знака или светофора. |
| 8.15        |             | Слепые пешеходы                                              | Знак всегда стоит рядом со знаком «Пешеходный переход». Он информирует о том, что в этом месте дорогу может переходить слепой или слабовидящий человек. Чаще всего встречается вблизи учреждений, которые посещают люди с проблемами зрения. Увидев его, водитель должен быть предельно внимательным. |
| 8.16        |             | Влажное покрытие                                             | Знак всегда стоит со знаками 1.15, 3.20, 3.22 и 3.24. Он указывает на то, что все эти знаки действуют в тех случаях, когда покрытие дороги влажное. |
| 8.17        |             | Инвалиды                                                     | Указывает, что действие знака 6.4 распространяется только на мотоколяски и автомобили, на которых установлены опознавательные знаки «Инвалид». |
| 8.18        |             | Кроме инвалидов                                              | Указывает, что действие знаков не распространяется на мотоколяски и автомобили, на которых установлены опознавательные знаки «Инвалид». |
| 8.19        |             | Класс опасного груза                                         | Указывает номер класса (классов) опасных грузов по ГОСТ 19433-88. |
| 8.20.1      |             | Тип тележки транспортного средства                           | Применяются со знаком 3.12. Указывает число сближённых осей транспортного средства, для каждой из которых указанная на знаке масса является предельно допустимой. |
| 8.20.2      |             | Тип тележки транспортного средства                           | Применяются со знаком 3.12. Указывает число сближённых осей транспортного средства, для каждой из которых указанная на знаке масса является предельно допустимой. |
| 8.21.1      |             | Вид маршрутного транспортного средства                       | Применяются со знаком 6.4. Обозначают место стоянки транспортных средств у станций метро, остановки автобуса (троллейбуса) или трамвая, где возможна пересадка на соответствующий вид транспорта. |
| 8.21.2      |             | Вид маршрутного транспортного средства                       | Применяются со знаком 6.4. Обозначают место стоянки транспортных средств у станций метро, остановки автобуса (троллейбуса) или трамвая, где возможна пересадка на соответствующий вид транспорта. |
| 8.21.3      |             | Вид маршрутного транспортного средства                       | Применяются со знаком 6.4. Обозначают место стоянки транспортных средств у станций метро, остановки автобуса (троллейбуса) или трамвая, где возможна пересадка на соответствующий вид транспорта. |
| 8.22.1      |             | Препятствие                                                  | Обозначают препятствие и направление его объезда. Применяются со знаками 4.2.1—4.2.3. |
| 8.22.2      |             | Препятствие                                                  | Обозначают препятствие и направление его объезда. Применяются со знаками 4.2.1—4.2.3. |
| 8.22.3      |             | Препятствие                                                  | Обозначают препятствие и направление его объезда. Применяются со знаками 4.2.1—4.2.3. |
| 8.24        |             | Работает эвакуатор                                           | Указывает, что в районе действия дорожных знаков 3.27-3.30 осуществляется задержание транспортного средства. |
| 8.25        |             | Экологический класс транспортного средства                   | Указывает, что действие знаков 3.3—3.5, 3.18.1, 3.18.2 и 4.1.1—4.1.6 распространяется на механические транспортные средства, экологический класс которых, указанный в регистрационных документах на эти транспортные средства, ниже экологического класса, указанного на табличке; Указывает, что действие знаков 5.29 и 6.4 распространяется на механические транспортные средства, экологический класс которых, указанный в регистрационных документах на эти транспортные средства, соответствует экологическому классу, указанному на табличке, либо выше экологического класса, указанного на табличке. |
| 8.26        |             | Зарядка электромобилей                                       | Указывает на место зарядки электромобилей. |

Таблички размещаются непосредственно под знаком, с которым они применены. Таблички 8.2.2—8.2.4, 8.13 при расположении знаков над проезжей частью, обочиной или тротуаром размещаются сбоку от знака.
Знаки на жёлтом фоне относятся к временным и применяются как отдельно, так и в сочетании с другими временными техническими средствами организации дорожного движения в местах производства ремонтных и других работ на дороге, а также в случаях оперативного изменения в организации дорожного движения.
Жёлтый фон на знаках 1.8, 1.15, 1.16, 1.18—1.21, 1.33, 2.6, 3.11—3.16, 3.18.1—3.25, установленных в местах производства дорожных работ, означает, что эти знаки являются временными.
В случаях, когда значения временных дорожных знаков (на переносной стойке) и стационарных знаков противоречат друг другу, водители должны руководствоваться временными знаками.